# Lijst van composities van Joop Stokkermans
Hieronder staat een lijst met composities van Joop Stokkermans, gerangschikt naar jaar van eerste publieke uitvoering. Sortering op de andere kolommen is ook mogelijk.
| Titel                                                 | Tekst                              | Programma/Artiest/Album                               | Medium          | Omroep | Jaar |
| ----------------------------------------------------- | ---------------------------------- | ----------------------------------------------------- | --------------- | ------ | ---- |
| Si-Si-Sardines                                        | Chris van Hoorn                    | Promotie tbv 'Huisvrouw help huisvrouw'               | Single          | -      | 1959 |
| Bas Boterbloem (Tune)                                 | Thea Wamelink                      | Bas Boterbloem                                        | TV              | AVRO   | 1960 |
| Trui, trui, slobbertrui                               | Gerrit den Braber                  | Anneke Grönloh                                        | Single          | -      | 1961 |
| Kijk zo'n hoedje nu eens aan (Tune)                   | Gerrit den Braber                  | De avonturen van Okkie Trooy                          | TV              | AVRO   | 1962 |
| Kleine kokette Katinka                                | Gerrit den Braber, Henny Hamhuis   | Nationaal Songfestival 1962 (De Spelbrekers)          | TV              | NOS    | 1962 |
| Alfredo                                               | Gerrit den Braber, Hennie Hamhuis  | Schlagerparade                                        | LP              | -      | 1962 |
| Astrologisch                                          | Gerrit den Braber                  | Annie Palmen en Herman Emmink                         | Single          | -      | 1963 |
| Ben je 't heus                                        | Gerrit den Braber                  | Sandra Reemer                                         | Single (B-kant) | -      | 1964 |
| Jantientje                                            | Hans Andreus                       | Kinderzangfestival                                    | TV              | KRO    | 1965 |
| Meneer Van Dommelen                                   | ?                                  | Kinderzangfestival                                    | TV              | KRO    | 1965 |
| Regen                                                 | Hans Andreus                       | Kinderzangfestival                                    | TV              | KRO    | 1965 |
| Hei-ho diedeliedom                                    | Chris van Hoorn                    | Kinderzangfestival                                    | TV              | KRO    | 1966 |
| De Kokak Instamatic Foto Tipparade                    | Harrie Geelen                      | Kodak (Edwin Rutten)                                  | Reclame         | -      | 1966 |
| Wil je nog een keertje deze kant op kijken?           | Harrie Geelen                      | Kodak (Edwin Rutten)                                  | Reclame         | -      | 1966 |
| Onvoltooide symfonie                                  | Gerrit den Braber                  | Nationaal Songfestival 1966 (Milly Scott)             | TV              | NOS    | 1966 |
| Ed en Ebbeltje (Tune)                                 | Gerrit den Braber                  | Ed en Ebbeltje                                        | TV              | AVRO   | 1967 |
| Kijk...                                               | ?                                  | Eieren voor uw geld                                   | Radio           | AVRO   | 1967 |
| Het Belle Belle Blaasorkest                           | Gerrit den Braber                  | Kinderzangfestival                                    | TV              | KRO    | 1967 |
| De deken en de ouderling                              | Alexander Pola                     | Met het oog op kleinkunst (Henk van Ulsen)            | LP              | -      | 1967 |
| Mijn broer en ik (Tune)                               | Eli Asser                          | Mijn broer en ik                                      | TV              | KRO    | 1967 |
| Uren                                                  | Gerrit den Braber                  | Muzikaal onthaal                                      | Radio           | AVRO   | 1967 |
| Kijk, kijk, wie komt daar an? (Tune)                  | Gerrit den Braber                  | Paulus de Boskabouter                                 | TV              | NOS    | 1967 |
| Dansen met de Fransen                                 | Gerrit den Braber                  | Het songfestival van Thérèse                          | LP              | -      | 1967 |
| Pinokkio (Tune)                                       | Peter van der Linden               | De avonturen van Pinokkio                             | TV              | KRO    | 1968 |
| Land zonder lawaai                                    | Hans Andreus                       | Kinderzangfestival                                    | TV              | KRO    | 1968 |
| Cactus                                                | Marietje Scheltema                 | Kinderzangfestival                                    | TV              | KRO    | 1968 |
| Hogerop                                               | Marietje Scheltema                 | Kinderzangfestival                                    | TV              | KRO    | 1968 |
| Hullebubs                                             | Jos Evertse                        | Kinderzangfestival                                    | TV              | KRO    | 1968 |
| Labberdibbus (Tune)                                   | Gerard Michon                      | Labberdibbus                                          | TV              | AVRO   | 1968 |
| De werkelijkheid                                      | Eli Asser                          | Mijn broer en ik                                      | TV              | KRO    | 1968 |
| De zaak                                               | Eli Asser                          | Mijn broer en ik                                      | TV              | KRO    | 1968 |
| De zenuwen                                            | Eli Asser                          | Mijn broer en ik                                      | TV              | KRO    | 1968 |
| Een kunstenaar is ook een mens                        | Eli Asser                          | Mijn broer en ik                                      | TV              | KRO    | 1968 |
| Haidewiets, pak de fiets                              | Eli Asser                          | Mijn broer en ik                                      | TV              | KRO    | 1968 |
| Het is net wat je er zelf van maakt                   | Eli Asser                          | Mijn broer en ik                                      | TV              | KRO    | 1968 |
| Met een tikkeltje tact                                | Eli Asser                          | Mijn broer en ik                                      | TV              | KRO    | 1968 |
| Naar de wintersport                                   | Eli Asser                          | Mijn broer en ik                                      | TV              | KRO    | 1968 |
| Wij moeten dienen                                     | Eli Asser                          | Mijn broer en ik                                      | TV              | KRO    | 1968 |
| Zeeman, wat zijn je handen koud                       | Eli Asser                          | Mijn broer en ik                                      | TV              | KRO    | 1968 |
| Zeg geen kwaad van Diana                              | Eli Asser                          | Mijn broer en ik                                      | TV              | KRO    | 1968 |
| Zonder haar                                           | Eli Asser                          | Mijn broer en ik                                      | TV              | KRO    | 1968 |
| Morgen                                                | Theo Strengers                     | Nationaal Songfestival (Ronnie Tober)                 | TV              | NOS    | 1968 |
| Als ik naar de maan ga                                | Harrie Geelen                      | Oebele                                                | TV              | KRO    | 1968 |
| Onze bovenmeester                                     | Henk Meijer                        | Oebele                                                | TV              | KRO    | 1968 |
| Welkom in Oebele (Tune)                               | Harrie Geelen                      | Oebele                                                | TV              | KRO    | 1968 |
| Een mens                                              | Jan Duin                           | Aarde en adem (Gooi en Sticht)                        | LP              | -      | 1969 |
| Kom tot leven                                         | Jan Duin                           | Aarde en adem (Gooi en Sticht)                        | LP              | -      | 1969 |
| Lied om vrijheid                                      | Jan Duin                           | Aarde en adem (Gooi en Sticht)                        | LP              | -      | 1969 |
| Lied van de honderdman                                | Jan Duin                           | Aarde en adem (Gooi en Sticht)                        | LP              | -      | 1969 |
| Lied van drie woorden                                 | Jan Duin                           | Aarde en adem (Gooi en Sticht)                        | LP              | -      | 1969 |
| Wees hier aanwezig, God                               | Jan Duin                           | Aarde en adem (Gooi en Sticht)                        | LP              | -      | 1969 |
| Voor de revolutie                                     | Guus Vleugel                       | Holland Festival 1969 (Jasperina de Jong)             | Radio           | NOS    | 1969 |
| Zondagmiddag in de stad                               | Guus Vleugel                       | Holland Festival 1969 (Jasperina de Jong)             | Radio           | NOS    | 1969 |
| Als ergens een vogel                                  | Eli Asser                          | Mijn broer en ik                                      | TV              | KRO    | 1969 |
| Als je maar gezond bent                               | Eli Asser                          | Mijn broer en ik                                      | TV              | KRO    | 1969 |
| Appie zijn verjaardag                                 | Eli Asser                          | Mijn broer en ik                                      | TV              | KRO    | 1969 |
| Dag tante                                             | Eli Asser                          | Mijn broer en ik                                      | TV              | KRO    | 1969 |
| De grote 'Patsj'                                      | Eli Asser                          | Mijn broer en ik                                      | TV              | KRO    | 1969 |
| Doe ook eens iets voor niets                          | Eli Asser                          | Mijn broer en ik                                      | TV              | KRO    | 1969 |
| Doping Jopie                                          | Eli Asser                          | Mijn broer en ik                                      | TV              | KRO    | 1969 |
| Een slachtoffer van de maatschappij                   | Eli Asser                          | Mijn broer en ik                                      | TV              | KRO    | 1969 |
| Jong, jong, jong                                      | Eli Asser                          | Mijn broer en ik                                      | TV              | KRO    | 1969 |
| Kobus, ja Kobus                                       | Eli Asser                          | Mijn broer en ik                                      | TV              | KRO    | 1969 |
| Mensen, kijk toch uit je doppen                       | Eli Asser                          | Mijn broer en ik                                      | TV              | KRO    | 1969 |
| Op de dijk bij Ammerzoden                             | Eli Asser                          | Mijn broer en ik                                      | TV              | KRO    | 1969 |
| Tegen de negende                                      | Eli Asser                          | Mijn broer en ik                                      | TV              | KRO    | 1969 |
| Waffy                                                 | Eli Asser                          | Mijn broer en ik                                      | TV              | KRO    | 1969 |
| Toen kwam de regen                                    | Gerrit den Braber                  | Anneke Grönloh                                        | Single          | -      | 1969 |
| Als de winter begint                                  | Bram van Erkel                     | Oebele                                                | TV              | KRO    | 1969 |
| Als Sinterklaas verstandig was                        | Harrie Geelen                      | Oebele                                                | TV              | KRO    | 1969 |
| Bang in het donker                                    | Harrie Geelen                      | Oebele                                                | TV              | KRO    | 1969 |
| Binnen met een boek                                   | Harrie Geelen                      | Oebele                                                | TV              | KRO    | 1969 |
| Bossa Brittannica                                     | Harrie Geelen                      | Oebele                                                | TV              | KRO    | 1969 |
| Clean 'o clean                                        | Harrie Geelen                      | Oebele                                                | TV              | KRO    | 1969 |
| De poort van Oebele                                   | Bram van Erkel                     | Oebele                                                | TV              | KRO    | 1969 |
| Dwarse fluiter                                        | instrumentaal                      | Oebele                                                | TV              | KRO    | 1969 |
| Een R in de maand                                     | Bram van Erkel                     | Oebele                                                | TV              | KRO    | 1969 |
| Engeltje                                              | Harrie Geelen                      | Oebele                                                | TV              | KRO    | 1969 |
| Etalages kijken                                       | Harrie Geelen                      | Oebele                                                | TV              | KRO    | 1969 |
| Gronkenlied                                           | Harrie Geelen                      | Oebele                                                | TV              | KRO    | 1969 |
| Gympy                                                 | instrumentaal                      | Oebele                                                | TV              | KRO    | 1969 |
| Hallo, spreek ik de minister?                         | Harrie Geelen                      | Oebele                                                | TV              | KRO    | 1969 |
| Het is te dol                                         | Bram van Erkel                     | Oebele                                                | TV              | KRO    | 1969 |
| Hij doet zo gewoon                                    | Harrie Geelen                      | Oebele                                                | TV              | KRO    | 1969 |
| Hij rijdt op het dak                                  | Harrie Geelen                      | Oebele                                                | TV              | KRO    | 1969 |
| Hoe gaat het eigenlijk met jou?                       | Harrie Geelen                      | Oebele                                                | TV              | KRO    | 1969 |
| Honderdduizend oliebollen                             | Harrie Geelen                      | Oebele                                                | TV              | KRO    | 1969 |
| Iedereen kan...                                       | Harrie Geelen                      | Oebele                                                | TV              | KRO    | 1969 |
| Ik zit me te vervelen                                 | Harrie Geelen                      | Oebele                                                | TV              | KRO    | 1969 |
| In een caravan                                        | Harrie Geelen                      | Oebele                                                | TV              | KRO    | 1969 |
| In een land hier ver vandaan                          | Bram van Erkel                     | Oebele                                                | TV              | KRO    | 1969 |
| In een stad                                           | Harrie Geelen                      | Oebele                                                | TV              | KRO    | 1969 |
| Jan, kom je werken?                                   | Harrie Geelen                      | Oebele                                                | TV              | KRO    | 1969 |
| Jonkvrouw in de toren                                 | Harrie Geelen                      | Oebele                                                | TV              | KRO    | 1969 |
| Judo-rock                                             | Harrie Geelen                      | Oebele                                                | TV              | KRO    | 1969 |
| Lentewind                                             | Harrie Geelen                      | Oebele                                                | TV              | KRO    | 1969 |
| Mooie manieren                                        | Harrie Geelen                      | Oebele                                                | TV              | KRO    | 1969 |
| Na de Kerst                                           | Bram van Erkel                     | Oebele                                                | TV              | KRO    | 1969 |
| Naar de ijsbaan                                       | Harrie Geelen                      | Oebele                                                | TV              | KRO    | 1969 |
| Nachtmerrie                                           | Harrie Geelen                      | Oebele                                                | TV              | KRO    | 1969 |
| Oe van Oebele                                         | Harrie Geelen                      | Oebele                                                | TV              | KRO    | 1969 |
| Oebele bij nacht (Het park is open)                   | Harrie Geelen                      | Oebele                                                | TV              | KRO    | 1969 |
| Oebele is hupsakee!                                   | Bram van Erkel                     | Oebele                                                | TV              | KRO    | 1969 |
| Op de ijsbaan                                         | Bram van Erkel                     | Oebele                                                | TV              | KRO    | 1969 |
| Op het gevaar af                                      | Harrie Geelen                      | Oebele                                                | TV              | KRO    | 1969 |
| Paulus de piraat                                      | Bram van Erkel                     | Oebele                                                | TV              | KRO    | 1969 |
| Pianoles                                              | Harrie Geelen                      | Oebele                                                | TV              | KRO    | 1969 |
| Pruikentijd                                           | Bram van Erkel                     | Oebele                                                | TV              | KRO    | 1969 |
| Racekar                                               | Nick Nicholls                      | Oebele                                                | TV              | KRO    | 1969 |
| Rossen door de bossen                                 | Harrie Geelen                      | Oebele                                                | TV              | KRO    | 1969 |
| Schrik van een tik                                    | Harrie Geelen                      | Oebele                                                | TV              | KRO    | 1969 |
| Sidderen voor de Sint                                 | Bram van Erkel                     | Oebele                                                | TV              | KRO    | 1969 |
| Sneeuw                                                | Harrie Geelen                      | Oebele                                                | TV              | KRO    | 1969 |
| Square dance                                          | instrumentaal                      | Oebele                                                | TV              | KRO    | 1969 |
| Stapel op de STER                                     | Harrie Geelen                      | Oebele                                                | TV              | KRO    | 1969 |
| Stewardess                                            | Nick Nicholls                      | Oebele                                                | TV              | KRO    | 1969 |
| Tikkie getikt                                         | Harrie Geelen                      | Oebele                                                | TV              | KRO    | 1969 |
| Twaalf spoken                                         | Bram van Erkel                     | Oebele                                                | TV              | KRO    | 1969 |
| Typically British                                     | Harrie Geelen                      | Oebele                                                | TV              | KRO    | 1969 |
| Vakantie, wow!                                        | Bram van Erkel                     | Oebele                                                | TV              | KRO    | 1969 |
| Verlanglijstenlied                                    | Nick Nicholls                      | Oebele                                                | TV              | KRO    | 1969 |
| Vroeger met Kerstmis                                  | Bram van Erkel                     | Oebele                                                | TV              | KRO    | 1969 |
| Vrouwen zijn nieuwsgierig                             | Harrie Geelen                      | Oebele                                                | TV              | KRO    | 1969 |
| Wat zou Sinterklaas in de zomer doen?                 | Harrie Geelen                      | Oebele                                                | TV              | KRO    | 1969 |
| We schilderen de schutting                            | Harrie Geelen                      | Oebele                                                | TV              | KRO    | 1969 |
| Zeg meneer                                            | Nick Nicholls                      | Oebele                                                | TV              | KRO    | 1969 |
| Zopie van Jopie                                       | Harrie Geelen                      | Oebele                                                | TV              | KRO    | 1969 |
| Zou Sint Nicolaas?                                    | Harrie Geelen                      | Oebele                                                | TV              | KRO    | 1969 |
| Aksie                                                 | Guus Vleugel                       | Rust noch duur                                        | TV              | KRO    | 1969 |
| Charme                                                | Guus Vleugel                       | Rust noch duur                                        | TV              | KRO    | 1969 |
| Daar kan geen commune aan tippen                      | Guus Vleugel                       | Rust noch duur                                        | TV              | KRO    | 1969 |
| De dood van mijn schat                                | Guus Vleugel                       | Rust noch duur                                        | TV              | KRO    | 1969 |
| Geketend en gekooid                                   | Guus Vleugel                       | Rust noch duur                                        | TV              | KRO    | 1969 |
| God zegene u, mevrouw Vink                            | Guus Vleugel                       | Rust noch duur                                        | TV              | KRO    | 1969 |
| Had een mens maar geen familie                        | Guus Vleugel                       | Rust noch duur                                        | TV              | KRO    | 1969 |
| Happy end                                             | Guus Vleugel                       | Rust noch duur                                        | TV              | KRO    | 1969 |
| Het Nederlandse filmklimaat                           | Guus Vleugel                       | Rust noch duur                                        | TV              | KRO    | 1969 |
| Het paranormale                                       | Guus Vleugel                       | Rust noch duur                                        | TV              | KRO    | 1969 |
| Hoe hoort het eigenlijk?                              | Guus Vleugel                       | Rust noch duur                                        | TV              | KRO    | 1969 |
| Ik heb geen soul                                      | Guus Vleugel                       | Rust noch duur                                        | TV              | KRO    | 1969 |
| Juffrouw Millie van de retirade                       | Guus Vleugel                       | Rust noch duur                                        | TV              | KRO    | 1969 |
| Klaar voor de volgende vraag                          | Guus Vleugel                       | Rust noch duur                                        | TV              | KRO    | 1969 |
| Neem een hopje                                        | Guus Vleugel                       | Rust noch duur                                        | TV              | KRO    | 1969 |
| Quick quick slow                                      | Guus Vleugel                       | Rust noch duur                                        | TV              | KRO    | 1969 |
| Rust noch duur (Tune)                                 | Guus Vleugel                       | Rust noch duur                                        | TV              | KRO    | 1969 |
| Suiker voor Castro                                    | Guus Vleugel                       | Rust noch duur                                        | TV              | KRO    | 1969 |
| Welterusten, groenteman                               | Guus Vleugel                       | Rust noch duur                                        | TV              | KRO    | 1969 |
| Wendt u tot Millie                                    | Guus Vleugel                       | Rust noch duur                                        | TV              | KRO    | 1969 |
| Zij liep onschuldig in de val                         | Guus Vleugel                       | Rust noch duur                                        | TV              | KRO    | 1969 |
| Zo zenuwachtig                                        | Guus Vleugel                       | Rust noch duur                                        | TV              | KRO    | 1969 |
| Mijn gebed                                            | Gerrit den Braber                  | D.C. Lewis                                            | LP              | -      | 1970 |
| Bloed is ketchup                                      | Guus Vleugel                       | De Jasperinashow                                      | Theater         | -      | 1970 |
| De Carmagnole                                         | Guus Vleugel                       | De Jasperinashow                                      | Theater         | -      | 1970 |
| De geest van Woodstock                                | Guus Vleugel                       | De Jasperinashow                                      | Theater         | -      | 1970 |
| De man is de baas                                     | Guus Vleugel                       | De Jasperinashow                                      | Theater         | -      | 1970 |
| Deodorant                                             | Guus Vleugel                       | De Jasperinashow                                      | Theater         | -      | 1970 |
| Een beetje lef                                        | Guus Vleugel                       | De Jasperinashow                                      | Theater         | -      | 1970 |
| Een college Nieuw Beschaafd                           | Guus Vleugel                       | De Jasperinashow                                      | Theater         | -      | 1970 |
| Een vreemd geluid                                     | Guus Vleugel                       | De Jasperinashow                                      | Theater         | -      | 1970 |
| Geld stinkt niet                                      | Guus Vleugel                       | De Jasperinashow                                      | Theater         | -      | 1970 |
| Ghislaine de demi-mondaine                            | Guus Vleugel                       | De Jasperinashow                                      | Theater         | -      | 1970 |
| Goedenavond allemaal                                  | Guus Vleugel                       | De Jasperinashow                                      | Theater         | -      | 1970 |
| Het interview                                         | Guus Vleugel                       | De Jasperinashow                                      | Theater         | -      | 1970 |
| Het kan ook anders                                    | Guus Vleugel                       | De Jasperinashow                                      | Theater         | -      | 1970 |
| Het komt allemaal in mijn memoires                    | Guus Vleugel                       | De Jasperinashow                                      | Theater         | -      | 1970 |
| Het mislukte slippertje                               | Guus Vleugel                       | De Jasperinashow                                      | Theater         | -      | 1970 |
| Ik droomde                                            | Guus Vleugel                       | De Jasperinashow                                      | Theater         | -      | 1970 |
| Je laat ze echt niet in de steek                      | Guus Vleugel                       | De Jasperinashow                                      | Theater         | -      | 1970 |
| Leve de lol                                           | Guus Vleugel                       | De Jasperinashow                                      | Theater         | -      | 1970 |
| Meisje uit de provinsie in het magies sentrum         | Guus Vleugel                       | De Jasperinashow                                      | Theater         | -      | 1970 |
| Morgen                                                | Guus Vleugel                       | De Jasperinashow                                      | Theater         | -      | 1970 |
| Na de pieptoon                                        | Guus Vleugel                       | De Jasperinashow                                      | Theater         | -      | 1970 |
| Oom Bastiaan                                          | Guus Vleugel                       | De Jasperinashow                                      | Theater         | -      | 1970 |
| Roll another one (De non)                             | Guus Vleugel                       | De Jasperinashow                                      | Theater         | -      | 1970 |
| Sybille de laatste stripteasedanseres                 | Guus Vleugel                       | De Jasperinashow                                      | Theater         | -      | 1970 |
| Goeiemorgen                                           | Thera Coppens                      | Kinderzangfestival                                    | TV              | KRO    | 1970 |
| Marina                                                | Harriët Laurey                     | Kinderzangfestival                                    | TV              | KRO    | 1970 |
| Aap, noot, mies                                       | Harrie Geelen                      | Oebele                                                | TV              | KRO    | 1970 |
| Alleen een jongen wil naar zee                        | Harrie Geelen                      | Oebele                                                | TV              | KRO    | 1970 |
| Baantje in de politiek                                | Harrie Geelen                      | Oebele                                                | TV              | KRO    | 1970 |
| Bello Billy Biggelaar                                 | Harrie Geelen                      | Oebele                                                | TV              | KRO    | 1970 |
| Boven op de Eiffeltoren                               | Bram van Erkel                     | Oebele                                                | TV              | KRO    | 1970 |
| Cowboy, dans met mij                                  | Bram van Erkel                     | Oebele                                                | TV              | KRO    | 1970 |
| De alternatieve groenteboer                           | Harrie Geelen                      | Oebele                                                | TV              | KRO    | 1970 |
| De jongetjes van vroeger                              | Bram van Erkel                     | Oebele                                                | TV              | KRO    | 1970 |
| De keuken waar ik stond                               | Harrie Geelen                      | Oebele                                                | TV              | KRO    | 1970 |
| De pruimenboom                                        | Hiëronymus van Alphen              | Oebele                                                | TV              | KRO    | 1970 |
| De vooruitgang hou je toch niet tegen                 | Harrie Geelen                      | Oebele                                                | TV              | KRO    | 1970 |
| Foebele in Oebele                                     | Harrie Geelen                      | Oebele                                                | TV              | KRO    | 1970 |
| Fotoalbum                                             | Harrie Geelen                      | Oebele                                                | TV              | KRO    | 1970 |
| Geef mij mijn paard en mijn lasso                     | Bram van Erkel                     | Oebele                                                | TV              | KRO    | 1970 |
| Gekkenwerk                                            | Harrie Geelen                      | Oebele                                                | TV              | KRO    | 1970 |
| Goede raad is duur                                    | Harrie Geelen                      | Oebele                                                | TV              | KRO    | 1970 |
| Heft de plu!                                          | Harrie Geelen                      | Oebele                                                | TV              | KRO    | 1970 |
| Hij is net een held                                   | Harrie Geelen                      | Oebele                                                | TV              | KRO    | 1970 |
| Hip zijn alle dingen                                  | Harrie Geelen                      | Oebele                                                | TV              | KRO    | 1970 |
| Honky tonk                                            | Harrie Geelen                      | Oebele                                                | TV              | KRO    | 1970 |
| IJdeltje                                              | Harrie Geelen                      | Oebele                                                | TV              | KRO    | 1970 |
| Ik ben lekker als verstekeling aan boord              | Harrie Geelen                      | Oebele                                                | TV              | KRO    | 1970 |
| Ik ga naar oma                                        | Harrie Geelen                      | Oebele                                                | TV              | KRO    | 1970 |
| In een wippie kun je wezen waar je wil                | Bram van Erkel                     | Oebele                                                | TV              | KRO    | 1970 |
| Joe's Bar in Icecreamcity                             | Harrie Geelen                      | Oebele                                                | TV              | KRO    | 1970 |
| Kabouter Pim                                          | Harrie Geelen                      | Oebele                                                | TV              | KRO    | 1970 |
| Kerstmis zonder boom                                  | Harrie Geelen                      | Oebele                                                | TV              | KRO    | 1970 |
| Koeiejongen Koen                                      | Harrie Geelen                      | Oebele                                                | TV              | KRO    | 1970 |
| Kom je naar mijn dennenboom kijken?                   | Harrie Geelen                      | Oebele                                                | TV              | KRO    | 1970 |
| Mijn naam is Haas                                     | Harrie Geelen                      | Oebele                                                | TV              | KRO    | 1970 |
| Naar de zee                                           | Harrie Geelen                      | Oebele                                                | TV              | KRO    | 1970 |
| Oma van de puszta                                     | Bram van Erkel                     | Oebele                                                | TV              | KRO    | 1970 |
| Op vakantie op een boot                               | Harrie Geelen                      | Oebele                                                | TV              | KRO    | 1970 |
| Pap en vroeg naar bed                                 | Harrie Geelen                      | Oebele                                                | TV              | KRO    | 1970 |
| Riedel                                                | instrumentaal                      | Oebele                                                | TV              | KRO    | 1970 |
| Ritje in de arreslee                                  | Bram van Erkel                     | Oebele                                                | TV              | KRO    | 1970 |
| Simsalabim                                            | Harrie Geelen                      | Oebele                                                | TV              | KRO    | 1970 |
| Snoepwinkeltje                                        | Harrie Geelen                      | Oebele                                                | TV              | KRO    | 1970 |
| Spekvet                                               | Harrie Geelen                      | Oebele                                                | TV              | KRO    | 1970 |
| Tel tot twee                                          | Harrie Geelen                      | Oebele                                                | TV              | KRO    | 1970 |
| Trainingslied                                         | Harrie Geelen                      | Oebele                                                | TV              | KRO    | 1970 |
| Trollentrappel                                        | instrumentaal                      | Oebele                                                | TV              | KRO    | 1970 |
| Truuks en triefels                                    | Harrie Geelen                      | Oebele                                                | TV              | KRO    | 1970 |
| Tuig                                                  | Harrie Geelen                      | Oebele                                                | TV              | KRO    | 1970 |
| Vijftig jaar gelee                                    | Bram van Erkel                     | Oebele                                                | TV              | KRO    | 1970 |
| Vlokjes dalen neder                                   | Harrie Geelen                      | Oebele                                                | TV              | KRO    | 1970 |
| Voor onze club hiep hoi                               | Harrie Geelen                      | Oebele                                                | TV              | KRO    | 1970 |
| Wees lief voor een boef                               | Bram van Erkel                     | Oebele                                                | TV              | KRO    | 1970 |
| Zeemansverhaal                                        | Harrie Geelen                      | Oebele                                                | TV              | KRO    | 1970 |
| De klokken                                            | Jan Duin                           | Planken voor een stal (Gooi en Sticht)                | LP              | -      | 1970 |
| Geboortelied                                          | Jan Duin                           | Planken voor een stal (Gooi en Sticht)                | LP              | -      | 1970 |
| Glorie in den hoge                                    | Harrie Beex                        | Planken voor een stal (Gooi en Sticht)                | LP              | -      | 1970 |
| Het gras speelt                                       | Herman Verbeek                     | Planken voor een stal (Gooi en Sticht)                | LP              | -      | 1970 |
| Ik ben op weg naar een stal                           | Herman Verbeek                     | Planken voor een stal (Gooi en Sticht)                | LP              | -      | 1970 |
| Kleine parabel                                        | Jan Duin                           | Planken voor een stal (Gooi en Sticht)                | LP              | -      | 1970 |
| Lied van de boom                                      | Herman Verbeek                     | Planken voor een stal (Gooi en Sticht)                | LP              | -      | 1970 |
| Lied van de dure vrede                                | Jan Duin                           | Planken voor een stal (Gooi en Sticht)                | LP              | -      | 1970 |
| Lied van de nacht                                     | Herman Verbeek                     | Planken voor een stal (Gooi en Sticht)                | LP              | -      | 1970 |
| Lied van de pottenbakker                              | Herman Verbeek                     | Planken voor een stal (Gooi en Sticht)                | LP              | -      | 1970 |
| Lied van de sterren                                   | Herman Verbeek                     | Planken voor een stal (Gooi en Sticht)                | LP              | -      | 1970 |
| Lied van drie reizigers                               | Jan Duin                           | Planken voor een stal (Gooi en Sticht)                | LP              | -      | 1970 |
| Lied van kruiken                                      | Herman Verbeek                     | Planken voor een stal (Gooi en Sticht)                | LP              | -      | 1970 |
| Zonder naam en zonder woorden                         | Jan Duin                           | Planken voor een stal (Gooi en Sticht)                | LP              | -      | 1970 |
| Discussiëren                                          | Guus Vleugel                       | Rust noch duur                                        | TV              | KRO    | 1970 |
| Hello Millie                                          | Guus Vleugel                       | Rust noch duur                                        | TV              | KRO    | 1970 |
| Het ludieke werkkamp                                  | Guus Vleugel                       | Rust noch duur                                        | TV              | KRO    | 1970 |
| Ik denk genuanceerd                                   | Guus Vleugel                       | Rust noch duur                                        | TV              | KRO    | 1970 |
| Ik ga scheiden                                        | Guus Vleugel                       | Rust noch duur                                        | TV              | KRO    | 1970 |
| Joedelaheihei                                         | Guus Vleugel                       | Rust noch duur                                        | TV              | KRO    | 1970 |
| Kijk, daar staat ze                                   | Guus Vleugel                       | Rust noch duur                                        | TV              | KRO    | 1970 |
| Mildred Vink de multimiljonaire                       | Guus Vleugel                       | Rust noch duur                                        | TV              | KRO    | 1970 |
| Slof het maar eens bij                                | Guus Vleugel                       | Rust noch duur                                        | TV              | KRO    | 1970 |
| Theater                                               | Guus Vleugel                       | Rust noch duur                                        | TV              | KRO    | 1970 |
| Toen kwam de klap                                     | Guus Vleugel                       | Rust noch duur                                        | TV              | KRO    | 1970 |
| Veertig graden koorts                                 | Guus Vleugel                       | Rust noch duur                                        | TV              | KRO    | 1970 |
| Wij hebben onze schaapjes op het droge                | Guus Vleugel                       | Rust noch duur                                        | TV              | KRO    | 1970 |
| Rijder in de nacht                                    | Gerrit den Braber                  | Thérèse in het theater (Thérèse Steinmetz)            | Theater         | -      | 1970 |
| Waar droom je van, Susan?                             | Gerrit den Braber                  | Treintje spelen met Mieke Bos                         | LP              | -      | 1970 |
| Het Knotsgekke Knotsorkest                            | Bram van Erkel                     | Kinderzangfestival                                    | TV              | KRO    | 1971 |
| Was dit het?                                          | Gerrit den Braber                  | Liedjesalbum (Conny Vandenbos)                        | LP              | -      | 1971 |
| Oude liefde                                           | Liselore Gerritsen                 | Liselore                                              | LP              | -      | 1971 |
| Als je groter wordt                                   | Wim Reckman                        | Met handen vol (Gooi en Sticht)                       | LP              | -      | 1971 |
| Ezeltjeslied                                          | Wim Reckman                        | Met handen vol (Gooi en Sticht)                       | LP              | -      | 1971 |
| Ga mee de wijde wereld in                             | Wim Reckman                        | Met handen vol (Gooi en Sticht)                       | LP              | -      | 1971 |
| In het begin                                          | Wim Reckman                        | Met handen vol (Gooi en Sticht)                       | LP              | -      | 1971 |
| Lied van de man uit Nazareth                          | Wim Reckman                        | Met handen vol (Gooi en Sticht)                       | LP              | -      | 1971 |
| Lied van de os en de ezel                             | Wim Reckman                        | Met handen vol (Gooi en Sticht)                       | LP              | -      | 1971 |
| Schaapachtig liedje                                   | Wim Reckman                        | Met handen vol (Gooi en Sticht)                       | LP              | -      | 1971 |
| Sjaloom voor al wat leeft                             | Wim Reckman                        | Met handen vol (Gooi en Sticht)                       | LP              | -      | 1971 |
| Zingen zal ik                                         | Wim Reckman                        | Met handen vol (Gooi en Sticht)                       | LP              | -      | 1971 |
| Goeie ouwe atoombom                                   | Guus Vleugel                       | Moeder, er komt een bevolkingsexplosie...             | Theater         | -      | 1971 |
| Het vrolijke afscheidslied                            | Guus Vleugel                       | Moeder, er komt een bevolkingsexplosie...             | Theater         | -      | 1971 |
| Vader is de auto effe halen                           | Guus Vleugel                       | Moeder, er komt een bevolkingsexplosie...             | Theater         | -      | 1971 |
| Bobby Snobby Baard                                    | Gerrit den Braber                  | Nationaal Songfestival (Saskia & Serge)               | TV              | NOS    | 1971 |
| Tijd....                                              | Gerrit den Braber                  | Nationaal Songfestival (Saskia & Serge)               | TV              | NOS    | 1971 |
| Circuskind                                            | Bram van Erkel                     | Oebele                                                | TV              | KRO    | 1971 |
| Dag Oebele                                            | Bram van Erkel                     | Oebele                                                | TV              | KRO    | 1971 |
| Dans van de clowntjes                                 | instrumentaal                      | Oebele                                                | TV              | KRO    | 1971 |
| Da's één keer, maar daarna nooit meer                 | Harrie Geelen                      | Oebele                                                | TV              | KRO    | 1971 |
| De gniffelhagedis                                     | Harrie Geelen                      | Oebele                                                | TV              | KRO    | 1971 |
| De gronkenstommel                                     | Harrie Geelen                      | Oebele                                                | TV              | KRO    | 1971 |
| De mevrouw van wie ik hou                             | Harrie Geelen                      | Oebele                                                | TV              | KRO    | 1971 |
| Een kouwe kermis                                      | Harrie Geelen                      | Oebele                                                | TV              | KRO    | 1971 |
| Er is een oud verhaaltje                              | Bram van Erkel                     | Oebele                                                | TV              | KRO    | 1971 |
| Glitter en glans                                      | Harrie Geelen                      | Oebele                                                | TV              | KRO    | 1971 |
| Gronker Hos                                           | Harrie Geelen                      | Oebele                                                | TV              | KRO    | 1971 |
| Help het leger op de been                             | Harrie Geelen                      | Oebele                                                | TV              | KRO    | 1971 |
| Hiep voor de dierentuin                               | Harrie Geelen                      | Oebele                                                | TV              | KRO    | 1971 |
| Ik ben directeur                                      | Harrie Geelen                      | Oebele                                                | TV              | KRO    | 1971 |
| Ik laat je mijn vrienden zien                         | Harrie Geelen                      | Oebele                                                | TV              | KRO    | 1971 |
| Ik zou graag verpleegster zijn                        | Harrie Geelen                      | Oebele                                                | TV              | KRO    | 1971 |
| In de dierentuin van Oebele                           | Bram van Erkel                     | Oebele                                                | TV              | KRO    | 1971 |
| In een huis op wielen                                 | Harrie Geelen                      | Oebele                                                | TV              | KRO    | 1971 |
| Jak-jak-jakkes                                        | Harrie Geelen                      | Oebele                                                | TV              | KRO    | 1971 |
| Jan-Joris van beneje                                  | Harrie Geelen                      | Oebele                                                | TV              | KRO    | 1971 |
| Karnaval in Oebele                                    | Harrie Geelen                      | Oebele                                                | TV              | KRO    | 1971 |
| Mijn neef Jan-Jurg was een kei van een chirurg        | Harrie Geelen                      | Oebele                                                | TV              | KRO    | 1971 |
| Op een ouderwetse stoomcarrousel                      | Harrie Geelen                      | Oebele                                                | TV              | KRO    | 1971 |
| Pop voor de pater                                     | Harrie Geelen                      | Oebele                                                | TV              | KRO    | 1971 |
| Rode ballonnen, witte ballonnen                       | Harrie Geelen                      | Oebele                                                | TV              | KRO    | 1971 |
| Saurussen                                             | Bram van Erkel                     | Oebele                                                | TV              | KRO    | 1971 |
| Spokendans                                            | instrumentaal                      | Oebele                                                | TV              | KRO    | 1971 |
| Verknoeid                                             | Harrie Geelen                      | Oebele                                                | TV              | KRO    | 1971 |
| Waar moet een tijgertje naartoe?                      | Harrie Geelen                      | Oebele                                                | TV              | KRO    | 1971 |
| Welkom, bruid en bruidegom                            | Harrie Geelen                      | Oebele                                                | TV              | KRO    | 1971 |
| Werken als een paard                                  | Harrie Geelen                      | Oebele                                                | TV              | KRO    | 1971 |
| Zalig kan het wezen in een ziekenhuis                 | Harrie Geelen                      | Oebele                                                | TV              | KRO    | 1971 |
| Clowntje                                              | Wim Meuldijk                       | Pip en Zip                                            | TV              | NOS    | 1971 |
| Draaistaart                                           | Wim Meuldijk                       | Pip en Zip                                            | TV              | NOS    | 1971 |
| Kok                                                   | Wim Meuldijk                       | Pip en Zip                                            | TV              | NOS    | 1971 |
| Kokodrein                                             | Wim Meuldijk                       | Pip en Zip                                            | TV              | NOS    | 1971 |
| Laarsje Boe                                           | Wim Meuldijk                       | Pip en Zip                                            | TV              | NOS    | 1971 |
| Olihand                                               | Wim Meuldijk                       | Pip en Zip                                            | TV              | NOS    | 1971 |
| Pip en Zip (Tune)                                     | Wim Meuldijk                       | Pip en Zip                                            | TV              | NOS    | 1971 |
| Slaapliedje (Eindtune)                                | Wim Meuldijk                       | Pip en Zip                                            | TV              | NOS    | 1971 |
| Taxaroe                                               | Wim Meuldijk                       | Pip en Zip                                            | TV              | NOS    | 1971 |
| Teleraf                                               | Wim Meuldijk                       | Pip en Zip                                            | TV              | NOS    | 1971 |
| Vissen                                                | Wim Meuldijk                       | Pip en Zip                                            | TV              | NOS    | 1971 |
| Vliegplici                                            | Wim Meuldijk                       | Pip en Zip                                            | TV              | NOS    | 1971 |
| De Duitse herder                                      | Michel van der Plas, Frans Halsema | Portret van Frans Halsema                             | LP              | -      | 1971 |
| Amsterdam, je kan zeggen wat je wil                   | Eli Asser                          | Citroentje met suiker                                 | TV              | KRO    | 1972 |
| Citroentje met suiker (Tune 1)                        | instrumentaal                      | Citroentje met suiker                                 | TV              | KRO    | 1972 |
| Daar breng je ze nou voor groot                       | Eli Asser                          | Citroentje met suiker                                 | TV              | KRO    | 1972 |
| Geen ervaring                                         | Eli Asser                          | Citroentje met suiker                                 | TV              | KRO    | 1972 |
| Inpakken en wegwezen                                  | Eli Asser                          | Citroentje met suiker                                 | TV              | KRO    | 1972 |
| Je mottermee leren leven, man!                        | Eli Asser                          | Citroentje met suiker                                 | TV              | KRO    | 1972 |
| Lekker badje                                          | Eli Asser                          | Citroentje met suiker                                 | TV              | KRO    | 1972 |
| Manie                                                 | Eli Asser                          | Citroentje met suiker                                 | TV              | KRO    | 1972 |
| Meegaan met je tijd                                   | Eli Asser                          | Citroentje met suiker                                 | TV              | KRO    | 1972 |
| Met negen huishoudens op één trap                     | Eli Asser                          | Citroentje met suiker                                 | TV              | KRO    | 1972 |
| Nee heb je, ja kan je krijgen                         | Eli Asser                          | Citroentje met suiker                                 | TV              | KRO    | 1972 |
| Neem nooit je schoonvader in de zaak                  | Eli Asser                          | Citroentje met suiker                                 | TV              | KRO    | 1972 |
| Acht kleintjes                                        | instrumentaal                      | De nieuwe avonturen van Prikkebeen                    | TV              | AVRO   | 1972 |
| Als een vlinder in de lucht                           | instrumentaal                      | De nieuwe avonturen van Prikkebeen                    | TV              | AVRO   | 1972 |
| Als ik u niet derangeer                               | Harrie Geelen                      | De nieuwe avonturen van Prikkebeen                    | TV              | AVRO   | 1972 |
| Amerika, enkele reis                                  | instrumentaal                      | De nieuwe avonturen van Prikkebeen                    | TV              | AVRO   | 1972 |
| Amoroso                                               | instrumentaal                      | De nieuwe avonturen van Prikkebeen                    | TV              | AVRO   | 1972 |
| Cello in het park                                     | instrumentaal                      | De nieuwe avonturen van Prikkebeen                    | TV              | AVRO   | 1972 |
| De rijkdom van de zee                                 | Harrie Geelen                      | De nieuwe avonturen van Prikkebeen                    | TV              | AVRO   | 1972 |
| De seconde voor de dood                               | Harrie Geelen                      | De nieuwe avonturen van Prikkebeen                    | TV              | AVRO   | 1972 |
| En bloc in zee                                        | instrumentaal                      | De nieuwe avonturen van Prikkebeen                    | TV              | AVRO   | 1972 |
| Flauwtjes                                             | instrumentaal                      | De nieuwe avonturen van Prikkebeen                    | TV              | AVRO   | 1972 |
| Het leven is vol goede grappen                        | Harrie Geelen                      | De nieuwe avonturen van Prikkebeen                    | TV              | AVRO   | 1972 |
| IJsbloemen                                            | instrumentaal                      | De nieuwe avonturen van Prikkebeen                    | TV              | AVRO   | 1972 |
| Ik droomde dat...                                     | Harrie Geelen                      | De nieuwe avonturen van Prikkebeen                    | TV              | AVRO   | 1972 |
| Ik had een lief                                       | Harrie Geelen                      | De nieuwe avonturen van Prikkebeen                    | TV              | AVRO   | 1972 |
| Ik maak je warm                                       | Harrie Geelen                      | De nieuwe avonturen van Prikkebeen                    | TV              | AVRO   | 1972 |
| Ik wacht op hem                                       | Harrie Geelen                      | De nieuwe avonturen van Prikkebeen                    | TV              | AVRO   | 1972 |
| Klokklanken                                           | instrumentaal                      | De nieuwe avonturen van Prikkebeen                    | TV              | AVRO   | 1972 |
| La-la-la-swingle (Tune)                               | instrumentaal                      | De nieuwe avonturen van Prikkebeen                    | TV              | AVRO   | 1972 |
| Liefde is...                                          | Harrie Geelen                      | De nieuwe avonturen van Prikkebeen                    | TV              | AVRO   | 1972 |
| Muzel melodie                                         | instrumentaal                      | De nieuwe avonturen van Prikkebeen                    | TV              | AVRO   | 1972 |
| Naar de harem                                         | instrumentaal                      | De nieuwe avonturen van Prikkebeen                    | TV              | AVRO   | 1972 |
| Nooit meer een vlinder                                | Harrie Geelen                      | De nieuwe avonturen van Prikkebeen                    | TV              | AVRO   | 1972 |
| Om de klippen                                         | instrumentaal                      | De nieuwe avonturen van Prikkebeen                    | TV              | AVRO   | 1972 |
| Provençaalse overpeinzing                             | instrumentaal                      | De nieuwe avonturen van Prikkebeen                    | TV              | AVRO   | 1972 |
| Ruig-gespuis-ritme                                    | instrumentaal                      | De nieuwe avonturen van Prikkebeen                    | TV              | AVRO   | 1972 |
| Steekwerk                                             | instrumentaal                      | De nieuwe avonturen van Prikkebeen                    | TV              | AVRO   | 1972 |
| Vlindervangen in mineur                               | instrumentaal                      | De nieuwe avonturen van Prikkebeen                    | TV              | AVRO   | 1972 |
| Walvisvrouwtje                                        | instrumentaal                      | De nieuwe avonturen van Prikkebeen                    | TV              | AVRO   | 1972 |
| Abah abortus                                          | Guus Vleugel                       | Jasperina's Grote Egotrip                             | Theater         | -      | 1972 |
| Als de avond valt in de Leidsestraat                  | Guus Vleugel                       | Jasperina's Grote Egotrip                             | Theater         | -      | 1972 |
| De anderen                                            | Guus Vleugel                       | Jasperina's Grote Egotrip                             | Theater         | -      | 1972 |
| De bezetting                                          | Guus Vleugel                       | Jasperina's Grote Egotrip                             | Theater         | -      | 1972 |
| De man die zelfmoord wilde plegen                     | Guus Vleugel                       | Jasperina's Grote Egotrip                             | Theater         | -      | 1972 |
| De nieuwe seksmoraal...                               | Guus Vleugel                       | Jasperina's Grote Egotrip                             | Theater         | -      | 1972 |
| De opstand der bloemen                                | Guus Vleugel                       | Jasperina's Grote Egotrip                             | Theater         | -      | 1972 |
| Dealerdag                                             | Guus Vleugel                       | Jasperina's Grote Egotrip                             | Theater         | -      | 1972 |
| Dementia praecox                                      | Guus Vleugel                       | Jasperina's Grote Egotrip                             | Theater         | -      | 1972 |
| Dobbe, dobbe, dobbe                                   | Guus Vleugel                       | Jasperina's Grote Egotrip                             | Theater         | -      | 1972 |
| Een knalfuif                                          | Guus Vleugel                       | Jasperina's Grote Egotrip                             | Theater         | -      | 1972 |
| Egotrip                                               | Guus Vleugel                       | Jasperina's Grote Egotrip                             | Theater         | -      | 1972 |
| Het einde van de wegwerpcultuur                       | Guus Vleugel                       | Jasperina's Grote Egotrip                             | Theater         | -      | 1972 |
| Hoe sensitiever, hoe liever                           | Guus Vleugel                       | Jasperina's Grote Egotrip                             | Theater         | -      | 1972 |
| Hollandse plantersvrouw in Suriname A.D. 1860         | Guus Vleugel                       | Jasperina's Grote Egotrip                             | Theater         | -      | 1972 |
| Niemand weet                                          | Guus Vleugel                       | Jasperina's Grote Egotrip                             | Theater         | -      | 1972 |
| Ouverture                                             | Guus Vleugel                       | Jasperina's Grote Egotrip                             | Theater         | -      | 1972 |
| Recycling                                             | Guus Vleugel                       | Jasperina's Grote Egotrip                             | Theater         | -      | 1972 |
| René Dupré was een Parijse couturier                  | Guus Vleugel                       | Jasperina's Grote Egotrip                             | Theater         | -      | 1972 |
| Salomé de sataniste                                   | Guus Vleugel                       | Jasperina's Grote Egotrip                             | Theater         | -      | 1972 |
| Seksobject                                            | Guus Vleugel                       | Jasperina's Grote Egotrip                             | Theater         | -      | 1972 |
| Wijvenstreken                                         | Guus Vleugel                       | Jasperina's Grote Egotrip                             | Theater         | -      | 1972 |
| Zo gelukkig                                           | Guus Vleugel                       | Jasperina's Grote Egotrip                             | Theater         | -      | 1972 |
| Zo tolerant                                           | Guus Vleugel                       | Jasperina's Grote Egotrip                             | Theater         | -      | 1972 |
| Mannetje Hop en mannetje Hiep                         | Bram van Erkel                     | Kinderzangfestival                                    | TV              | KRO    | 1972 |
| Ach ach rattenvanger                                  | Harrie Geelen                      | Kunt u mij de weg naar Hamelen vertellen, meneer?     | TV              | KRO    | 1972 |
| De prins van Doedel aan de Vlier                      | Harrie Geelen                      | Kunt u mij de weg naar Hamelen vertellen, meneer?     | TV              | KRO    | 1972 |
| De trol van Roelofarendsveen                          | Harrie Geelen                      | Kunt u mij de weg naar Hamelen vertellen, meneer?     | TV              | KRO    | 1972 |
| Een fee                                               | Harrie Geelen                      | Kunt u mij de weg naar Hamelen vertellen, meneer?     | TV              | KRO    | 1972 |
| Geen tijd voor Hollebollegijs                         | Harrie Geelen                      | Kunt u mij de weg naar Hamelen vertellen, meneer?     | TV              | KRO    | 1972 |
| Hamelen (Tune)                                        | Harrie Geelen                      | Kunt u mij de weg naar Hamelen vertellen, meneer?     | TV              | KRO    | 1972 |
| Hé, kom op het balkon!                                | Harrie Geelen                      | Kunt u mij de weg naar Hamelen vertellen, meneer?     | TV              | KRO    | 1972 |
| Hého, achter mij aan!                                 | Harrie Geelen                      | Kunt u mij de weg naar Hamelen vertellen, meneer?     | TV              | KRO    | 1972 |
| Hemeltje, hemeltje, wat een breed bed                 | Harrie Geelen                      | Kunt u mij de weg naar Hamelen vertellen, meneer?     | TV              | KRO    | 1972 |
| Het spook met spikkels                                | Harrie Geelen                      | Kunt u mij de weg naar Hamelen vertellen, meneer?     | TV              | KRO    | 1972 |
| Het vliegend vloerkleed Kamerbreed                    | Harrie Geelen                      | Kunt u mij de weg naar Hamelen vertellen, meneer?     | TV              | KRO    | 1972 |
| Ik ben Gruis (versie 1)                               | Harrie Geelen                      | Kunt u mij de weg naar Hamelen vertellen, meneer?     | TV              | KRO    | 1972 |
| Ik ben Gruis (versie 2)                               | Harrie Geelen                      | Kunt u mij de weg naar Hamelen vertellen, meneer?     | TV              | KRO    | 1972 |
| Ik gaf mijn lief klein Madelein                       | Harrie Geelen                      | Kunt u mij de weg naar Hamelen vertellen, meneer?     | TV              | KRO    | 1972 |
| Ik heb geen harp                                      | Harrie Geelen                      | Kunt u mij de weg naar Hamelen vertellen, meneer?     | TV              | KRO    | 1972 |
| Ik walg van burgemeester Walg                         | Harrie Geelen                      | Kunt u mij de weg naar Hamelen vertellen, meneer?     | TV              | KRO    | 1972 |
| Kunt u mij de weg naar Hamelen vertellen?             | Harrie Geelen                      | Kunt u mij de weg naar Hamelen vertellen, meneer?     | TV              | KRO    | 1972 |
| Marmer en goud                                        | Harrie Geelen                      | Kunt u mij de weg naar Hamelen vertellen, meneer?     | TV              | KRO    | 1972 |
| Meester Spicht                                        | Harrie Geelen                      | Kunt u mij de weg naar Hamelen vertellen, meneer?     | TV              | KRO    | 1972 |
| Op een gele bezem in de zon                           | Harrie Geelen                      | Kunt u mij de weg naar Hamelen vertellen, meneer?     | TV              | KRO    | 1972 |
| Op het hofbal                                         | Harrie Geelen                      | Kunt u mij de weg naar Hamelen vertellen, meneer?     | TV              | KRO    | 1972 |
| Pipijn is 1002                                        | Harrie Geelen                      | Kunt u mij de weg naar Hamelen vertellen, meneer?     | TV              | KRO    | 1972 |
| Prinsenlied                                           | Harrie Geelen                      | Kunt u mij de weg naar Hamelen vertellen, meneer?     | TV              | KRO    | 1972 |
| Rambam de rimboe in                                   | Harrie Geelen                      | Kunt u mij de weg naar Hamelen vertellen, meneer?     | TV              | KRO    | 1972 |
| Spokengymnastiek                                      | Harrie Geelen                      | Kunt u mij de weg naar Hamelen vertellen, meneer?     | TV              | KRO    | 1972 |
| Als mijn moeder huilt                                 | Harrie Geelen                      | Moederdag? Welnee!                                    | TV              | KRO    | 1972 |
| Als moederdag                                         | Bram van Erkel                     | Moederdag? Welnee!                                    | TV              | KRO    | 1972 |
| Bloemendag                                            | Bram van Erkel                     | Moederdag? Welnee!                                    | TV              | KRO    | 1972 |
| De mevrouw van wie mijn pappie houdt                  | Harrie Geelen                      | Moederdag? Welnee!                                    | TV              | KRO    | 1972 |
| Elke dag is moederdag                                 | Gerrit den Braber                  | Moederdag? Welnee!                                    | TV              | KRO    | 1972 |
| Het is moederdag                                      | Gerrit den Braber                  | Moederdag? Welnee!                                    | TV              | KRO    | 1972 |
| Liedjes voor mammies                                  | Bram van Erkel                     | Moederdag? Welnee!                                    | TV              | KRO    | 1972 |
| Mammie, heb je zin om op te staan?                    | Harrie Geelen                      | Moederdag? Welnee!                                    | TV              | KRO    | 1972 |
| Moeder is het liefst van allemaal                     | Harrie Geelen                      | Moederdag? Welnee!                                    | TV              | KRO    | 1972 |
| Moederdag                                             | Gerrit den Braber                  | Moederdag? Welnee!                                    | TV              | KRO    | 1972 |
| Pappie maakt het ontbijt                              | Bram van Erkel                     | Moederdag? Welnee!                                    | TV              | KRO    | 1972 |
| Soms                                                  | Harrie Geelen                      | Moederdag? Welnee!                                    | TV              | KRO    | 1972 |
| Hier ben ik weer                                      | Gerrit den Braber                  | Pippi Langkous                                        | LP              | -      | 1972 |
| Kleutersuite                                          | instrumentaal                      | Pippi Langkous                                        | LP              | -      | 1972 |
| Pippi op z'n Spaans                                   | Wim Povel                          | Pippi Langkous                                        | LP              | -      | 1972 |
| Samen naar de zon                                     | Gerrit den Braber                  | Pippi Langkous                                        | LP              | -      | 1972 |
| Snoepjesdag                                           | Gerrit den Braber                  | Pippi Langkous                                        | LP              | -      | 1972 |
| Soms lig ik er wakker van                             | Gerrit den Braber                  | Pippi Langkous                                        | LP              | -      | 1972 |
| Sterretje, wat schijn je sterk                        | Wim Povel                          | Pippi Langkous                                        | LP              | -      | 1972 |
| Allen samen                                           | Lo Hartog van Banda                | Ti-Ta-Tovenaar                                        | TV              | NOS    | 1972 |
| Dat zien we morgen dan wel weer (Eindtune)            | Lo Hartog van Banda                | Ti-Ta-Tovenaar                                        | TV              | NOS    | 1972 |
| De ankerspreuk                                        | Lo Hartog van Banda                | Ti-Ta-Tovenaar                                        | TV              | NOS    | 1972 |
| De doe-het-zelf-piano                                 | Lo Hartog van Banda                | Ti-Ta-Tovenaar                                        | TV              | NOS    | 1972 |
| De oude doos                                          | Lo Hartog van Banda                | Ti-Ta-Tovenaar                                        | TV              | NOS    | 1972 |
| De vis in zijn kom                                    | Lo Hartog van Banda                | Ti-Ta-Tovenaar                                        | TV              | NOS    | 1972 |
| Een beetje van dit en een beetje van dat              | Lo Hartog van Banda                | Ti-Ta-Tovenaar                                        | TV              | NOS    | 1972 |
| Gewoon                                                | Lo Hartog van Banda                | Ti-Ta-Tovenaar                                        | TV              | NOS    | 1972 |
| Grobbezang                                            | Lo Hartog van Banda                | Ti-Ta-Tovenaar                                        | TV              | NOS    | 1972 |
| Het echolied                                          | Lo Hartog van Banda                | Ti-Ta-Tovenaar                                        | TV              | NOS    | 1972 |
| Ik ben weer Tita Tovenaar                             | Lo Hartog van Banda                | Ti-Ta-Tovenaar                                        | TV              | NOS    | 1972 |
| Kamelenslaaplied                                      | Lo Hartog van Banda                | Ti-Ta-Tovenaar                                        | TV              | NOS    | 1972 |
| Kom uit dat ei, papa                                  | Lo Hartog van Banda                | Ti-Ta-Tovenaar                                        | TV              | NOS    | 1972 |
| Mijn vader is een tovenaar (Tune)                     | Lo Hartog van Banda                | Ti-Ta-Tovenaar                                        | TV              | NOS    | 1972 |
| O tover, o tover                                      | Lo Hartog van Banda                | Ti-Ta-Tovenaar                                        | TV              | NOS    | 1972 |
| Stof, stof, stof                                      | Lo Hartog van Banda                | Ti-Ta-Tovenaar                                        | TV              | NOS    | 1972 |
| Tato de toveraap                                      | Lo Hartog van Banda                | Ti-Ta-Tovenaar                                        | TV              | NOS    | 1972 |
| Tato, Tika roept                                      | Lo Hartog van Banda                | Ti-Ta-Tovenaar                                        | TV              | NOS    | 1972 |
| Tika's vlucht                                         | Lo Hartog van Banda                | Ti-Ta-Tovenaar                                        | TV              | NOS    | 1972 |
| Tikatikata toverlied                                  | Lo Hartog van Banda                | Ti-Ta-Tovenaar                                        | TV              | NOS    | 1972 |
| Toverpapa, toverpapa                                  | Lo Hartog van Banda                | Ti-Ta-Tovenaar                                        | TV              | NOS    | 1972 |
| Wat een weer weer                                     | Lo Hartog van Banda                | Ti-Ta-Tovenaar                                        | TV              | NOS    | 1972 |
| Ach, de mens op deze aarde                            | Eli Asser                          | Citroentje met suiker                                 | TV              | KRO    | 1973 |
| Als jij bij de kapper vandaan komt...                 | Eli Asser                          | Citroentje met suiker                                 | TV              | KRO    | 1973 |
| Citroentje met suiker (Tune 2)                        | Eli Asser                          | Citroentje met suiker                                 | TV              | KRO    | 1973 |
| Drummer boy                                           | Eli Asser                          | Citroentje met suiker                                 | TV              | KRO    | 1973 |
| Een mens is zo oud als hij zich voelt                 | Eli Asser                          | Citroentje met suiker                                 | TV              | KRO    | 1973 |
| Eventjes                                              | Eli Asser                          | Citroentje met suiker                                 | TV              | KRO    | 1973 |
| Gezelligheid                                          | Eli Asser                          | Citroentje met suiker                                 | TV              | KRO    | 1973 |
| Het eerste glas (versie 1)                            | Eli Asser                          | Citroentje met suiker                                 | TV              | KRO    | 1973 |
| Het eerste glas (versie 2)                            | Eli Asser                          | Citroentje met suiker                                 | TV              | KRO    | 1973 |
| Het is allemaal maar show                             | Eli Asser                          | Citroentje met suiker                                 | TV              | KRO    | 1973 |
| Het is te gek gewoon!                                 | Eli Asser                          | Citroentje met suiker                                 | TV              | KRO    | 1973 |
| Het lot van een oude bediende                         | Eli Asser                          | Citroentje met suiker                                 | TV              | KRO    | 1973 |
| Kleurentelevisie                                      | Eli Asser                          | Citroentje met suiker                                 | TV              | KRO    | 1973 |
| Planneplanneplanplanplan                              | Eli Asser                          | Citroentje met suiker                                 | TV              | KRO    | 1973 |
| Poes                                                  | Eli Asser                          | Citroentje met suiker                                 | TV              | KRO    | 1973 |
| Sjeenie                                               | Eli Asser                          | Citroentje met suiker                                 | TV              | KRO    | 1973 |
| Wereld, wij komen eraan!                              | Eli Asser                          | Citroentje met suiker                                 | TV              | KRO    | 1973 |
| Witte Kerst                                           | Eli Asser                          | Citroentje met suiker                                 | TV              | KRO    | 1973 |
| Een broertje                                          | Harrie Geelen                      | De Kerstnachtmerrie                                   | TV              | KRO    | 1973 |
| Kaarsendans                                           | instrumentaal                      | De Kerstnachtmerrie                                   | TV              | KRO    | 1973 |
| Kerst is een zaak van het weer                        | Harrie Geelen                      | De Kerstnachtmerrie                                   | TV              | KRO    | 1973 |
| Kerstmis bij oma                                      | Harrie Geelen                      | De Kerstnachtmerrie                                   | TV              | KRO    | 1973 |
| Kerstpuzzel                                           | Harrie Geelen                      | De Kerstnachtmerrie                                   | TV              | KRO    | 1973 |
| Met de Kerst naar huis                                | Harrie Geelen                      | De Kerstnachtmerrie                                   | TV              | KRO    | 1973 |
| Zachtjes valt de sneeuw                               | Harrie Geelen                      | De Kerstnachtmerrie                                   | TV              | KRO    | 1973 |
| Dag, dag, dag                                         | Mies Bouhuys                       | Het mannetje van Stavoren                             | Theater         | -      | 1973 |
| De zee, de zee, de zee                                | Mies Bouhuys                       | Het mannetje van Stavoren                             | Theater         | -      | 1973 |
| Het circus                                            | Mies Bouhuys                       | Het mannetje van Stavoren                             | Theater         | -      | 1973 |
| Het vrouwtje van Stavoren                             | Mies Bouhuys                       | Het mannetje van Stavoren                             | Theater         | -      | 1973 |
| Krokewit                                              | Mies Bouhuys                       | Het mannetje van Stavoren                             | Theater         | -      | 1973 |
| Niet tekenen                                          | Mies Bouhuys                       | Het mannetje van Stavoren                             | Theater         | -      | 1973 |
| Pas op, pas op                                        | Mies Bouhuys                       | Het mannetje van Stavoren                             | Theater         | -      | 1973 |
| Slaap, witvoetje, slaap                               | Mies Bouhuys                       | Het mannetje van Stavoren                             | Theater         | -      | 1973 |
| Vlooiendans                                           | instrumentaal                      | Het mannetje van Stavoren                             | Theater         | -      | 1973 |
| We hebben een machientje in ons kop                   | Mies Bouhuys                       | Het mannetje van Stavoren                             | Theater         | -      | 1973 |
| Bij de Adventskrans                                   | Adri Bosch                         | Je hoort wel eens zeggen (Gooi en Sticht)             | LP              | -      | 1973 |
| Een Paaslied                                          | Adri Bosch                         | Je hoort wel eens zeggen (Gooi en Sticht)             | LP              | -      | 1973 |
| Gelijkenisliedje                                      | Adri Bosch                         | Je hoort wel eens zeggen (Gooi en Sticht)             | LP              | -      | 1973 |
| Heideliedje                                           | Adri Bosch                         | Je hoort wel eens zeggen (Gooi en Sticht)             | LP              | -      | 1973 |
| Kerstliedje                                           | Adri Bosch                         | Je hoort wel eens zeggen (Gooi en Sticht)             | LP              | -      | 1973 |
| Lied van alle heiligen                                | Adri Bosch                         | Je hoort wel eens zeggen (Gooi en Sticht)             | LP              | -      | 1973 |
| Liefdesliedje                                         | Adri Bosch                         | Je hoort wel eens zeggen (Gooi en Sticht)             | LP              | -      | 1973 |
| Marialiedje                                           | Adri Bosch                         | Je hoort wel eens zeggen (Gooi en Sticht)             | LP              | -      | 1973 |
| Nog een Paasliedje                                    | Adri Bosch                         | Je hoort wel eens zeggen (Gooi en Sticht)             | LP              | -      | 1973 |
| De tovertuin                                          | ?                                  | Kinderzangfestival                                    | TV              | KRO    | 1973 |
| In de herfst zijn alle blaadjes                       | Piet Geelhoed                      | Kleutertje luister                                    | Radio           | AVRO   | 1973 |
| Alles wat je ziet                                     | Harrie Geelen                      | Kunt u mij de weg naar Hamelen vertellen, meneer?     | TV              | KRO    | 1973 |
| Bamberger Bam                                         | Harrie Geelen                      | Kunt u mij de weg naar Hamelen vertellen, meneer?     | TV              | KRO    | 1973 |
| Bitter in de mond                                     | Harrie Geelen                      | Kunt u mij de weg naar Hamelen vertellen, meneer?     | TV              | KRO    | 1973 |
| Blauw is een rustige kleur                            | Harrie Geelen                      | Kunt u mij de weg naar Hamelen vertellen, meneer?     | TV              | KRO    | 1973 |
| De thee is heet en de taart staat klaar               | Harrie Geelen                      | Kunt u mij de weg naar Hamelen vertellen, meneer?     | TV              | KRO    | 1973 |
| Een prins is een prins                                | Harrie Geelen                      | Kunt u mij de weg naar Hamelen vertellen, meneer?     | TV              | KRO    | 1973 |
| Gonda van Hillegom                                    | Harrie Geelen                      | Kunt u mij de weg naar Hamelen vertellen, meneer?     | TV              | KRO    | 1973 |
| Hameler Horlepiep                                     | Harrie Geelen                      | Kunt u mij de weg naar Hamelen vertellen, meneer?     | TV              | KRO    | 1973 |
| Heksenhop                                             | Harrie Geelen                      | Kunt u mij de weg naar Hamelen vertellen, meneer?     | TV              | KRO    | 1973 |
| Het bloed bonst in mijn slapen                        | Harrie Geelen                      | Kunt u mij de weg naar Hamelen vertellen, meneer?     | TV              | KRO    | 1973 |
| Iene miene mom                                        | Harrie Geelen                      | Kunt u mij de weg naar Hamelen vertellen, meneer?     | TV              | KRO    | 1973 |
| Iene miene mom (interlude)                            | Harrie Geelen                      | Kunt u mij de weg naar Hamelen vertellen, meneer?     | TV              | KRO    | 1973 |
| Ik ben Gruis (versie 3)                               | Harrie Geelen                      | Kunt u mij de weg naar Hamelen vertellen, meneer?     | TV              | KRO    | 1973 |
| Ik zou wanneer ik jou maar had                        | Harrie Geelen                      | Kunt u mij de weg naar Hamelen vertellen, meneer?     | TV              | KRO    | 1973 |
| In een spelonk                                        | Harrie Geelen                      | Kunt u mij de weg naar Hamelen vertellen, meneer?     | TV              | KRO    | 1973 |
| Jeminee, wat is het druk!                             | Harrie Geelen                      | Kunt u mij de weg naar Hamelen vertellen, meneer?     | TV              | KRO    | 1973 |
| Kom in de kudde                                       | Harrie Geelen                      | Kunt u mij de weg naar Hamelen vertellen, meneer?     | TV              | KRO    | 1973 |
| Komen ze nou?                                         | Harrie Geelen                      | Kunt u mij de weg naar Hamelen vertellen, meneer?     | TV              | KRO    | 1973 |
| Leven in de brouwerij                                 | Harrie Geelen                      | Kunt u mij de weg naar Hamelen vertellen, meneer?     | TV              | KRO    | 1973 |
| Niemand weet dat het Repelsteeltje heet               | Harrie Geelen                      | Kunt u mij de weg naar Hamelen vertellen, meneer?     | TV              | KRO    | 1973 |
| Nog even, Genoveve                                    | Harrie Geelen                      | Kunt u mij de weg naar Hamelen vertellen, meneer?     | TV              | KRO    | 1973 |
| Op de prins die wint                                  | Harrie Geelen                      | Kunt u mij de weg naar Hamelen vertellen, meneer?     | TV              | KRO    | 1973 |
| Prijs de dag en kus de bruid                          | Harrie Geelen                      | Kunt u mij de weg naar Hamelen vertellen, meneer?     | TV              | KRO    | 1973 |
| Rust is een zeldzame zaak                             | Harrie Geelen                      | Kunt u mij de weg naar Hamelen vertellen, meneer?     | TV              | KRO    | 1973 |
| Slapende honden bijten niet                           | Harrie Geelen                      | Kunt u mij de weg naar Hamelen vertellen, meneer?     | TV              | KRO    | 1973 |
| Vermommen is een vak                                  | Harrie Geelen                      | Kunt u mij de weg naar Hamelen vertellen, meneer?     | TV              | KRO    | 1973 |
| Voor geen geld                                        | Harrie Geelen                      | Kunt u mij de weg naar Hamelen vertellen, meneer?     | TV              | KRO    | 1973 |
| Weet u ook de weg naar Morpuys?                       | Harrie Geelen                      | Kunt u mij de weg naar Hamelen vertellen, meneer?     | TV              | KRO    | 1973 |
| Weledelzeergeleerd                                    | Harrie Geelen                      | Kunt u mij de weg naar Hamelen vertellen, meneer?     | TV              | KRO    | 1973 |
| Welkom, prinsen fier                                  | Harrie Geelen                      | Kunt u mij de weg naar Hamelen vertellen, meneer?     | TV              | KRO    | 1973 |
| Wij halen de bruigom af                               | Harrie Geelen                      | Kunt u mij de weg naar Hamelen vertellen, meneer?     | TV              | KRO    | 1973 |
| Wij houden in het geheel niet van elkaar              | Harrie Geelen                      | Kunt u mij de weg naar Hamelen vertellen, meneer?     | TV              | KRO    | 1973 |
| Defilé                                                | Harrie Geelen                      | Leve de koningin                                      | LP              | -      | 1973 |
| Een lintje voor een kindje                            | Harrie Geelen                      | Leve de koningin                                      | LP              | -      | 1973 |
| Een party op het Loo                                  | Harrie Geelen                      | Leve de koningin                                      | LP              | -      | 1973 |
| Gewoon                                                | Harrie Geelen                      | Leve de koningin                                      | LP              | -      | 1973 |
| Het kabinet is gevallen                               | Harrie Geelen                      | Leve de koningin                                      | LP              | -      | 1973 |
| Het staatshoofd is bevriend                           | Harrie Geelen                      | Leve de koningin                                      | LP              | -      | 1973 |
| Soestdijk                                             | Harrie Geelen                      | Leve de koningin                                      | LP              | -      | 1973 |
| Vader en het volkslied                                | Harrie Geelen                      | Leve de koningin                                      | LP              | -      | 1973 |
| Muziek in uw straatje (Tune)                          | Gerrit den Braber                  | Muziek in uw straatje                                 | TV              | NCRV   | 1973 |
| Nogal wiedus (Tune)                                   | Harrie Geelen                      | Nogal wiedus                                          | TV              | KRO    | 1973 |
| Aankleedboek                                          | Lo Hartog van Banda                | Ti-Ta-Tovenaar                                        | TV              | NOS    | 1973 |
| Bellezeep                                             | Lo Hartog van Banda                | Ti-Ta-Tovenaar                                        | TV              | NOS    | 1973 |
| De Oosterpoort                                        | Lo Hartog van Banda                | Ti-Ta-Tovenaar                                        | TV              | NOS    | 1973 |
| Hoera, daar is papa!                                  | Lo Hartog van Banda                | Ti-Ta-Tovenaar                                        | TV              | NOS    | 1973 |
| Klavertje vier                                        | Lo Hartog van Banda                | Ti-Ta-Tovenaar                                        | TV              | NOS    | 1973 |
| Oeleboele                                             | Lo Hartog van Banda                | Ti-Ta-Tovenaar                                        | TV              | NOS    | 1973 |
| Om en om                                              | Lo Hartog van Banda                | Ti-Ta-Tovenaar                                        | TV              | NOS    | 1973 |
| Spiegelspel                                           | Lo Hartog van Banda                | Ti-Ta-Tovenaar                                        | TV              | NOS    | 1973 |
| Spraakwater                                           | Lo Hartog van Banda                | Ti-Ta-Tovenaar                                        | TV              | NOS    | 1973 |
| Titov, Titov                                          | Lo Hartog van Banda                | Ti-Ta-Tovenaar                                        | TV              | NOS    | 1973 |
| Waar blijft de tijd?                                  | Lo Hartog van Banda                | Ti-Ta-Tovenaar                                        | TV              | NOS    | 1973 |
| Dag mevrouw Amerika                                   | Harrie Geelen                      | Zingen in Amerika                                     | TV              | KRO    | 1973 |
| How do you do?                                        | Bram van Erkel                     | Zingen in Amerika                                     | TV              | KRO    | 1973 |
| Langs de Geul                                         | Harrie Geelen                      | Zingen in Amerika                                     | TV              | KRO    | 1973 |
| Logeren in Amerika                                    | Harrie Geelen                      | Zingen in Amerika                                     | TV              | KRO    | 1973 |
| Barbapapa-rock                                        | Harrie Geelen                      | Barbapapa                                             | TV              | NOS    | 1974 |
| De familie Barbapapa                                  | Harrie Geelen                      | Barbapapa                                             | TV              | NOS    | 1974 |
| Haal op het doek voor Barbapapa (Tune)                | Harrie Geelen                      | Barbapapa                                             | TV              | NOS    | 1974 |
| Weet je, weet je, weet je                             | Harrie Geelen                      | Barbapapa                                             | TV              | NOS    | 1974 |
| De flipperautomaat                                    | Eli Asser                          | Citroentje met suiker                                 | TV              | KRO    | 1974 |
| Drama                                                 | Eli Asser                          | Citroentje met suiker                                 | TV              | KRO    | 1974 |
| Een citroentje met suiker                             | Eli Asser                          | Citroentje met suiker                                 | TV              | KRO    | 1974 |
| Een vader voor mijn kind                              | Eli Asser                          | Citroentje met suiker                                 | TV              | KRO    | 1974 |
| Emancipatie                                           | Eli Asser                          | Citroentje met suiker                                 | TV              | KRO    | 1974 |
| Er mag zoveel niet                                    | Eli Asser                          | Citroentje met suiker                                 | TV              | KRO    | 1974 |
| Geld                                                  | Eli Asser                          | Citroentje met suiker                                 | TV              | KRO    | 1974 |
| Hein                                                  | Eli Asser                          | Citroentje met suiker                                 | TV              | KRO    | 1974 |
| Het is een zegen                                      | Eli Asser                          | Citroentje met suiker                                 | TV              | KRO    | 1974 |
| Speel nog eens                                        | Eli Asser                          | Citroentje met suiker                                 | TV              | KRO    | 1974 |
| Steun de kleine zelfstandige                          | Eli Asser                          | Citroentje met suiker                                 | TV              | KRO    | 1974 |
| Stress                                                | Eli Asser                          | Citroentje met suiker                                 | TV              | KRO    | 1974 |
| Waarom altijd met z'n tweeën?                         | Eli Asser                          | Citroentje met suiker                                 | TV              | KRO    | 1974 |
| KRO-leaders                                           | instrumentaal                      | KRO-omroep                                            | TV              | KRO    | 1974 |
| Altijd wat anders, zelden iets goeds                  | Harrie Geelen                      | Kunt u mij de weg naar Hamelen vertellen, meneer?     | TV              | KRO    | 1974 |
| Bertram Bierenbroodspot                               | Harrie Geelen                      | Kunt u mij de weg naar Hamelen vertellen, meneer?     | TV              | KRO    | 1974 |
| Er gaat helemaal niets boven jou, Lidwientje Walg     | Harrie Geelen                      | Kunt u mij de weg naar Hamelen vertellen, meneer?     | TV              | KRO    | 1974 |
| Er is een lied dat komt en dat gaat                   | Harrie Geelen                      | Kunt u mij de weg naar Hamelen vertellen, meneer?     | TV              | KRO    | 1974 |
| Gejaagd door de wind                                  | Harrie Geelen                      | Kunt u mij de weg naar Hamelen vertellen, meneer?     | TV              | KRO    | 1974 |
| Krabben waar het jeukt                                | Harrie Geelen                      | Kunt u mij de weg naar Hamelen vertellen, meneer?     | TV              | KRO    | 1974 |
| Looie Det                                             | Harrie Geelen                      | Kunt u mij de weg naar Hamelen vertellen, meneer?     | TV              | KRO    | 1974 |
| Poppenkast voor, poppenkast na                        | Harrie Geelen                      | Kunt u mij de weg naar Hamelen vertellen, meneer?     | TV              | KRO    | 1974 |
| Reizen op een reus                                    | Harrie Geelen                      | Kunt u mij de weg naar Hamelen vertellen, meneer?     | TV              | KRO    | 1974 |
| Schiet in de lach of ik schiet                        | Harrie Geelen                      | Kunt u mij de weg naar Hamelen vertellen, meneer?     | TV              | KRO    | 1974 |
| Stiekempjes spioneren                                 | Harrie Geelen                      | Kunt u mij de weg naar Hamelen vertellen, meneer?     | TV              | KRO    | 1974 |
| Trollentrappel                                        | Harrie Geelen                      | Kunt u mij de weg naar Hamelen vertellen, meneer?     | TV              | KRO    | 1974 |
| Waar waai je heen?                                    | Harrie Geelen                      | Kunt u mij de weg naar Hamelen vertellen, meneer?     | TV              | KRO    | 1974 |
| Wat eten wij vandaag?                                 | Harrie Geelen                      | Kunt u mij de weg naar Hamelen vertellen, meneer?     | TV              | KRO    | 1974 |
| Wie het laatst lacht, lacht het best                  | Harrie Geelen                      | Kunt u mij de weg naar Hamelen vertellen, meneer?     | TV              | KRO    | 1974 |
| De auditie                                            | Nan de Vries                       | Peppi en Kokki                                        | TV              | KRO    | 1974 |
| De klaverjasclub gaat op stap                         | Nan de Vries                       | Peppi en Kokki                                        | TV              | KRO    | 1974 |
| De reuzensprong                                       | Nan de Vries                       | Peppi en Kokki                                        | TV              | KRO    | 1974 |
| Het nieuwe schip                                      | Nan de Vries                       | Peppi en Kokki                                        | TV              | KRO    | 1974 |
| Het schip wordt gedoopt                               | Nan de Vries                       | Peppi en Kokki                                        | TV              | KRO    | 1974 |
| Het spook van het kasteel                             | Nan de Vries                       | Peppi en Kokki                                        | TV              | KRO    | 1974 |
| Het stoute poesje                                     | Nan de Vries                       | Peppi en Kokki                                        | TV              | KRO    | 1974 |
| In de bouw                                            | Nan de Vries                       | Peppi en Kokki                                        | TV              | KRO    | 1974 |
| Klein, klein baby'tje                                 | Nan de Vries                       | Peppi en Kokki                                        | TV              | KRO    | 1974 |
| Op de boerderij                                       | Nan de Vries                       | Peppi en Kokki                                        | TV              | KRO    | 1974 |
| Schipbreukeling                                       | Nan de Vries                       | Peppi en Kokki                                        | TV              | KRO    | 1974 |
| Wie weet het beste                                    | Nan de Vries                       | Peppi en Kokki                                        | TV              | KRO    | 1974 |
| Q & Q (Tune + diverse thema's)                        | instrumentaal                      | Q & Q                                                 | TV              | KRO    | 1974 |
| Spuit elf (Tune)                                      | Mies Bouhuys                       | Spuit elf                                             | TV              | KRO    | 1974 |
| Heksendans                                            | Lo Hartog van Banda                | Ti-Ta-Tovenaar                                        | TV              | NOS    | 1974 |
| Hi hi hi, ha ha ha                                    | Lo Hartog van Banda                | Ti-Ta-Tovenaar                                        | TV              | NOS    | 1974 |
| Klepperman, klepperman                                | Lo Hartog van Banda                | Ti-Ta-Tovenaar                                        | TV              | NOS    | 1974 |
| Toverfluitdans                                        | Lo Hartog van Banda                | Ti-Ta-Tovenaar                                        | TV              | NOS    | 1974 |
| Wandelen is gezond                                    | Lo Hartog van Banda                | Ti-Ta-Tovenaar                                        | TV              | NOS    | 1974 |
| Doen alsof                                            | Guus Vleugel                       | Tour de chant (Jasperina de Jong)                     | Theater         | -      | 1974 |
| Mevrouw Van Dam                                       | Friso Wiegersma                    | Tour de chant (Jasperina de Jong)                     | Theater         | -      | 1974 |
| Mijn tante Leentje                                    | Guus Vleugel                       | Tour de chant (Jasperina de Jong)                     | Theater         | -      | 1974 |
| Junta                                                 | Jos Brink                          | Wit op zwart (Tekstpierement)                         | Theater         | -      | 1974 |
| Voorarrest                                            | Jos Brink                          | Wit op zwart (Tekstpierement)                         | Theater         | -      | 1974 |
| Zondag in mei                                         | Ton Vingerhoets                    | Accent op Thérèse (Thérèse Steinmetz)                 | LP              | -      | 1974 |
| Barbabella bella bella                                | Harrie Geelen                      | Barbapapa                                             | TV              | NOS    | 1975 |
| Barbabientje is de baas                               | Harrie Geelen                      | Barbapapa                                             | TV              | NOS    | 1975 |
| Bravo voor Barbaborre                                 | Harrie Geelen                      | Barbapapa                                             | TV              | NOS    | 1975 |
| De beste vriend van beestjes                          | Harrie Geelen                      | Barbapapa                                             | TV              | NOS    | 1975 |
| Liedje van de dingen                                  | Harrie Geelen                      | Barbapapa                                             | TV              | NOS    | 1975 |
| Liedje van mijn verfdoos                              | Harrie Geelen                      | Barbapapa                                             | TV              | NOS    | 1975 |
| Vader helpen                                          | Harrie Geelen                      | Barbapapa                                             | TV              | NOS    | 1975 |
| Pas op voor de zeven schavuiten                       | Liesbet Rong                       | Benny Vreden Kinderproducties                         | Single          | -      | 1975 |
| Ach, lieve hemel                                      | Lennaert Nijgh                     | De Engel van Amsterdam                                | Theater         | -      | 1975 |
| Als hemelbode daal ik neer                            | Lennaert Nijgh                     | De Engel van Amsterdam                                | Theater         | -      | 1975 |
| Amsterdam, ik neem afscheid                           | Lennaert Nijgh                     | De Engel van Amsterdam                                | Theater         | -      | 1975 |
| Boem boem buskruit                                    | Lennaert Nijgh                     | De Engel van Amsterdam                                | Theater         | -      | 1975 |
| Dansend over het Damrak                               | Lennaert Nijgh                     | De Engel van Amsterdam                                | Theater         | -      | 1975 |
| De Rode Ridder                                        | Lennaert Nijgh                     | De Engel van Amsterdam                                | Theater         | -      | 1975 |
| Die lieve, lieve nonnetjes                            | Lennaert Nijgh                     | De Engel van Amsterdam                                | Theater         | -      | 1975 |
| Een bisschop incognito                                | Lennaert Nijgh                     | De Engel van Amsterdam                                | Theater         | -      | 1975 |
| Een engel in Amsterdam                                | Lennaert Nijgh                     | De Engel van Amsterdam                                | Theater         | -      | 1975 |
| Ergens in een zee van tijd                            | Lennaert Nijgh                     | De Engel van Amsterdam                                | Theater         | -      | 1975 |
| Goed nieuws                                           | Lennaert Nijgh                     | De Engel van Amsterdam                                | Theater         | -      | 1975 |
| Het bodeverhaal                                       | Lennaert Nijgh                     | De Engel van Amsterdam                                | Theater         | -      | 1975 |
| Het hemelse gerecht                                   | Lennaert Nijgh                     | De Engel van Amsterdam                                | Theater         | -      | 1975 |
| Het spijt me, lieve Heer                              | Lennaert Nijgh                     | De Engel van Amsterdam                                | Theater         | -      | 1975 |
| Hoorzitting                                           | Lennaert Nijgh                     | De Engel van Amsterdam                                | Theater         | -      | 1975 |
| Kaïn en Abel                                          | Lennaert Nijgh                     | De Engel van Amsterdam                                | Theater         | -      | 1975 |
| Krijg de kleren                                       | Lennaert Nijgh                     | De Engel van Amsterdam                                | Theater         | -      | 1975 |
| Lekker om verliefd te zijn                            | Lennaert Nijgh                     | De Engel van Amsterdam                                | Theater         | -      | 1975 |
| Luister, lieve mensen                                 | Lennaert Nijgh                     | De Engel van Amsterdam                                | Theater         | -      | 1975 |
| Poppenkast                                            | Lennaert Nijgh                     | De Engel van Amsterdam                                | Theater         | -      | 1975 |
| Ruik eens wat lekker                                  | Lennaert Nijgh                     | De Engel van Amsterdam                                | Theater         | -      | 1975 |
| Rust en orde                                          | Lennaert Nijgh                     | De Engel van Amsterdam                                | Theater         | -      | 1975 |
| Stel je voor wat een stad                             | Lennaert Nijgh                     | De Engel van Amsterdam                                | Theater         | -      | 1975 |
| Stop de sloop                                         | Lennaert Nijgh                     | De Engel van Amsterdam                                | Theater         | -      | 1975 |
| Tijd voor alle dingen                                 | Lennaert Nijgh                     | De Engel van Amsterdam                                | Theater         | -      | 1975 |
| Vannacht kan van alles                                | Lennaert Nijgh                     | De Engel van Amsterdam                                | Theater         | -      | 1975 |
| Vrouwen                                               | Lennaert Nijgh                     | De Engel van Amsterdam                                | Theater         | -      | 1975 |
| Wat een engel                                         | Lennaert Nijgh                     | De Engel van Amsterdam                                | Theater         | -      | 1975 |
| Wie niet deugen kan, moet slim zijn                   | Lennaert Nijgh                     | De Engel van Amsterdam                                | Theater         | -      | 1975 |
| Amsterdam                                             | Harrie Geelen                      | Ik zing van Amsterdam (o.a. Rob de Nijs)              | LP              | -      | 1975 |
| Aan wakker liggen heb je niets                        | Harrie Geelen                      | Kunt u mij de weg naar Hamelen vertellen, meneer?     | TV              | KRO    | 1975 |
| Adel verplicht                                        | Harrie Geelen                      | Kunt u mij de weg naar Hamelen vertellen, meneer?     | TV              | KRO    | 1975 |
| Als ze ooit zouden vragen...                          | Harrie Geelen                      | Kunt u mij de weg naar Hamelen vertellen, meneer?     | TV              | KRO    | 1975 |
| Bonnefooi                                             | Harrie Geelen                      | Kunt u mij de weg naar Hamelen vertellen, meneer?     | TV              | KRO    | 1975 |
| De bovenste beste begane grond                        | Harrie Geelen                      | Kunt u mij de weg naar Hamelen vertellen, meneer?     | TV              | KRO    | 1975 |
| De dag dat ik Klein Duimpje was                       | Harrie Geelen                      | Kunt u mij de weg naar Hamelen vertellen, meneer?     | TV              | KRO    | 1975 |
| De minnestreel met wapperig haar                      | Harrie Geelen                      | Kunt u mij de weg naar Hamelen vertellen, meneer?     | TV              | KRO    | 1975 |
| De Poedelpoel                                         | Harrie Geelen                      | Kunt u mij de weg naar Hamelen vertellen, meneer?     | TV              | KRO    | 1975 |
| Dikke domme pad                                       | Harrie Geelen                      | Kunt u mij de weg naar Hamelen vertellen, meneer?     | TV              | KRO    | 1975 |
| Driemaal om de tafel                                  | Harrie Geelen                      | Kunt u mij de weg naar Hamelen vertellen, meneer?     | TV              | KRO    | 1975 |
| Een windmolen draait als de wind waait                | Harrie Geelen                      | Kunt u mij de weg naar Hamelen vertellen, meneer?     | TV              | KRO    | 1975 |
| Grote grutten, wat een grote grot is dat              | Harrie Geelen                      | Kunt u mij de weg naar Hamelen vertellen, meneer?     | TV              | KRO    | 1975 |
| Hamelen (alternatieve eindtune)                       | Harrie Geelen                      | Kunt u mij de weg naar Hamelen vertellen, meneer?     | TV              | KRO    | 1975 |
| Hamelen, vijf mijl                                    | Harrie Geelen                      | Kunt u mij de weg naar Hamelen vertellen, meneer?     | TV              | KRO    | 1975 |
| Hertogin op de draaimolen                             | Harrie Geelen                      | Kunt u mij de weg naar Hamelen vertellen, meneer?     | TV              | KRO    | 1975 |
| Het geluk is gek (versie 1)                           | Harrie Geelen                      | Kunt u mij de weg naar Hamelen vertellen, meneer?     | TV              | KRO    | 1975 |
| Het geluk is gek (versie 2)                           | Harrie Geelen                      | Kunt u mij de weg naar Hamelen vertellen, meneer?     | TV              | KRO    | 1975 |
| Het zit 'm in de eer                                  | Harrie Geelen                      | Kunt u mij de weg naar Hamelen vertellen, meneer?     | TV              | KRO    | 1975 |
| Hoe de honger knaagt                                  | Harrie Geelen                      | Kunt u mij de weg naar Hamelen vertellen, meneer?     | TV              | KRO    | 1975 |
| Houten hart                                           | Harrie Geelen                      | Kunt u mij de weg naar Hamelen vertellen, meneer?     | TV              | KRO    | 1975 |
| Ik ben een edelman                                    | Harrie Geelen                      | Kunt u mij de weg naar Hamelen vertellen, meneer?     | TV              | KRO    | 1975 |
| Ik ben een heel klein beetje moe                      | Harrie Geelen                      | Kunt u mij de weg naar Hamelen vertellen, meneer?     | TV              | KRO    | 1975 |
| Ik ben een pop in een poppenpaleis                    | Harrie Geelen                      | Kunt u mij de weg naar Hamelen vertellen, meneer?     | TV              | KRO    | 1975 |
| Ik ben niet mooi geboren                              | Harrie Geelen                      | Kunt u mij de weg naar Hamelen vertellen, meneer?     | TV              | KRO    | 1975 |
| Inpakken en wegwezen                                  | Harrie Geelen                      | Kunt u mij de weg naar Hamelen vertellen, meneer?     | TV              | KRO    | 1975 |
| Kaatje, Kaatje, Kaatje                                | Harrie Geelen                      | Kunt u mij de weg naar Hamelen vertellen, meneer?     | TV              | KRO    | 1975 |
| Kijk hoe mijn hoed                                    | Harrie Geelen                      | Kunt u mij de weg naar Hamelen vertellen, meneer?     | TV              | KRO    | 1975 |
| Kom naar de kermis                                    | Harrie Geelen                      | Kunt u mij de weg naar Hamelen vertellen, meneer?     | TV              | KRO    | 1975 |
| Kruiwagen                                             | Harrie Geelen                      | Kunt u mij de weg naar Hamelen vertellen, meneer?     | TV              | KRO    | 1975 |
| Kuitbroekwals                                         | Harrie Geelen                      | Kunt u mij de weg naar Hamelen vertellen, meneer?     | TV              | KRO    | 1975 |
| Liefje, liefje, lach                                  | Harrie Geelen                      | Kunt u mij de weg naar Hamelen vertellen, meneer?     | TV              | KRO    | 1975 |
| Luchtkasteel                                          | Harrie Geelen                      | Kunt u mij de weg naar Hamelen vertellen, meneer?     | TV              | KRO    | 1975 |
| Modder alleen                                         | Harrie Geelen                      | Kunt u mij de weg naar Hamelen vertellen, meneer?     | TV              | KRO    | 1975 |
| Nacht en ontij                                        | Harrie Geelen                      | Kunt u mij de weg naar Hamelen vertellen, meneer?     | TV              | KRO    | 1975 |
| Ongelukkig verliefd                                   | Harrie Geelen                      | Kunt u mij de weg naar Hamelen vertellen, meneer?     | TV              | KRO    | 1975 |
| Ranonkel en Augustijn                                 | Harrie Geelen                      | Kunt u mij de weg naar Hamelen vertellen, meneer?     | TV              | KRO    | 1975 |
| Schipper, mag ik met je mee?                          | Harrie Geelen                      | Kunt u mij de weg naar Hamelen vertellen, meneer?     | TV              | KRO    | 1975 |
| Schrik op schrik                                      | Harrie Geelen                      | Kunt u mij de weg naar Hamelen vertellen, meneer?     | TV              | KRO    | 1975 |
| Sprookjes zijn de wereld nog niet uit                 | Harrie Geelen                      | Kunt u mij de weg naar Hamelen vertellen, meneer?     | TV              | KRO    | 1975 |
| Tijd vliegt                                           | Harrie Geelen                      | Kunt u mij de weg naar Hamelen vertellen, meneer?     | TV              | KRO    | 1975 |
| Uren des gevaars                                      | Harrie Geelen                      | Kunt u mij de weg naar Hamelen vertellen, meneer?     | TV              | KRO    | 1975 |
| Mijn dorp                                             | Mies Bouhuys                       | Spuit elf                                             | TV              | KRO    | 1975 |
| Ik verspeel je                                        | Gerrit den Braber                  | Van dichtbij (Conny Vandenbos)                        | LP              | -      | 1975 |
| Karavanen in de nacht                                 | Gerrit den Braber                  | Muzikaal onthaal (Anita Berry)                        | Radio           | AVRO   | 1975 |
| Ahoy, daar komt de Bereboot (Tune 1)                  | Lo Hartog van Banda                | De Bereboot                                           | TV              | NOS    | 1976 |
| Beremars                                              | Lo Hartog van Banda                | De Bereboot                                           | TV              | NOS    | 1976 |
| Boerendans                                            | Lo Hartog van Banda                | De Bereboot                                           | TV              | NOS    | 1976 |
| Dat zeg je niet tegen een dame                        | Lo Hartog van Banda                | De Bereboot                                           | TV              | NOS    | 1976 |
| De klokkenwinder                                      | Lo Hartog van Banda                | De Bereboot                                           | TV              | NOS    | 1976 |
| De pattapetl                                          | Lo Hartog van Banda                | De Bereboot                                           | TV              | NOS    | 1976 |
| Doem doem                                             | Lo Hartog van Banda                | De Bereboot                                           | TV              | NOS    | 1976 |
| Ga je mee varen?                                      | Lo Hartog van Banda                | De Bereboot                                           | TV              | NOS    | 1976 |
| Grote petten                                          | Lo Hartog van Banda                | De Bereboot                                           | TV              | NOS    | 1976 |
| Hi ha ho                                              | Lo Hartog van Banda                | De Bereboot                                           | TV              | NOS    | 1976 |
| Huillied                                              | Lo Hartog van Banda                | De Bereboot                                           | TV              | NOS    | 1976 |
| Indianendans                                          | Lo Hartog van Banda                | De Bereboot                                           | TV              | NOS    | 1976 |
| Kokslied                                              | Lo Hartog van Banda                | De Bereboot                                           | TV              | NOS    | 1976 |
| Lied van de sneeuwman                                 | Lo Hartog van Banda                | De Bereboot                                           | TV              | NOS    | 1976 |
| Maatje van de Bereboot                                | Lo Hartog van Banda                | De Bereboot                                           | TV              | NOS    | 1976 |
| Nou, dat was het (Eindtune)                           | Lo Hartog van Banda                | De Bereboot                                           | TV              | NOS    | 1976 |
| Ochtendgymnastiek                                     | instrumentaal                      | De Bereboot                                           | TV              | NOS    | 1976 |
| Piet Piraat                                           | Lo Hartog van Banda                | De Bereboot                                           | TV              | NOS    | 1976 |
| Snoep verstandig, eet een appel                       | Lo Hartog van Banda                | De Bereboot                                           | TV              | NOS    | 1976 |
| Stormlied                                             | instrumentaal                      | De Bereboot                                           | TV              | NOS    | 1976 |
| Technisch gesproken                                   | Lo Hartog van Banda                | De Bereboot                                           | TV              | NOS    | 1976 |
| Trimlied                                              | Lo Hartog van Banda                | De Bereboot                                           | TV              | NOS    | 1976 |
| Varen is je ware                                      | Lo Hartog van Banda                | De Bereboot                                           | TV              | NOS    | 1976 |
| Zaken zijn zaken                                      | Lo Hartog van Banda                | De Bereboot                                           | TV              | NOS    | 1976 |
| Grijs                                                 | Harrie Geelen                      | Hansje en het welbehagen                              | TV              | KRO    | 1976 |
| Met Kerst wordt het een stal                          | Harrie Geelen                      | Hansje en het welbehagen                              | TV              | KRO    | 1976 |
| Juffrouw Maria van de Sandwichcorner                  | Harrie Geelen                      | Hansje en het welbehagen                              | TV              | KRO    | 1976 |
| Als ik met mijn neus                                  | Harrie Geelen                      | Hansje en het welbehagen                              | TV              | KRO    | 1976 |
| Naar een land waar Kerstmis anders heet               | Harrie Geelen                      | Hansje en het welbehagen                              | TV              | KRO    | 1976 |
| Mijn konijn Piet                                      | Harrie Geelen                      | Hansje en het welbehagen                              | TV              | KRO    | 1976 |
| Mijn dikke oom Leo                                    | Harrie Geelen                      | Hansje en het welbehagen                              | TV              | KRO    | 1976 |
| De sneeuw ligt op de daken                            | Harrie Geelen                      | Hansje en het welbehagen                              | TV              | KRO    | 1976 |
| Almere                                                | Lennaert Nijgh                     | Jozefien en Jasperien (Jasperina de Jong)             | Theater         | -      | 1976 |
| De zomeravond was zo zwoel                            | Lennaert Nijgh                     | Jozefien en Jasperien (Jasperina de Jong)             | Theater         | -      | 1976 |
| Familieverhoudingen                                   | Jaap Koopmans                      | Jozefien en Jasperien (Jasperina de Jong)             | Theater         | -      | 1976 |
| Als ik kon tekenen                                    | Harrie Geelen                      | Kunt u mij de weg naar Hamelen vertellen, meneer?     | TV              | KRO    | 1976 |
| De meneer van het Hooggerechtshof                     | Harrie Geelen                      | Kunt u mij de weg naar Hamelen vertellen, meneer?     | TV              | KRO    | 1976 |
| Goed nieuws                                           | Harrie Geelen                      | Kunt u mij de weg naar Hamelen vertellen, meneer?     | TV              | KRO    | 1976 |
| Kind uit een boek                                     | Harrie Geelen                      | Kunt u mij de weg naar Hamelen vertellen, meneer?     | TV              | KRO    | 1976 |
| Langzaam komt de tijd                                 | Harrie Geelen                      | Kunt u mij de weg naar Hamelen vertellen, meneer?     | TV              | KRO    | 1976 |
| Pak me dan                                            | Harrie Geelen                      | Kunt u mij de weg naar Hamelen vertellen, meneer?     | TV              | KRO    | 1976 |
| Steen, steen, hoe kom ik door je heen?                | Harrie Geelen                      | Kunt u mij de weg naar Hamelen vertellen, meneer?     | TV              | KRO    | 1976 |
| Varkens van het feest                                 | Harrie Geelen                      | Kunt u mij de weg naar Hamelen vertellen, meneer?     | TV              | KRO    | 1976 |
| Verder van huis ben ik nooit geweest                  | Harrie Geelen                      | Kunt u mij de weg naar Hamelen vertellen, meneer?     | TV              | KRO    | 1976 |
| Wenzela's ijspaleis                                   | Harrie Geelen                      | Kunt u mij de weg naar Hamelen vertellen, meneer?     | TV              | KRO    | 1976 |
| 1 aprillied                                           | Burny Bos                          | Lawaaipapegaai                                        | Radio           | AVRO   | 1976 |
| Blijf maar in je bed                                  | Burny Bos                          | Lawaaipapegaai                                        | Radio           | AVRO   | 1976 |
| Boink boink knetter                                   | Burny Bos                          | Lawaaipapegaai                                        | Radio           | AVRO   | 1976 |
| De kleutermeester                                     | Burny Bos                          | Lawaaipapegaai                                        | Radio           | AVRO   | 1976 |
| De zieke juf                                          | Burny Bos                          | Lawaaipapegaai                                        | Radio           | AVRO   | 1976 |
| Een dikke buik                                        | Burny Bos                          | Lawaaipapegaai                                        | Radio           | AVRO   | 1976 |
| Een beetje boos zijn                                  | Burny Bos                          | Lawaaipapegaai                                        | Radio           | AVRO   | 1976 |
| Flat, flat, retteketet                                | Burny Bos                          | Lawaaipapegaai                                        | Radio           | AVRO   | 1976 |
| Goed nieuws, slecht nieuws                            | Burny Bos                          | Lawaaipapegaai                                        | Radio           | AVRO   | 1976 |
| Henkie en Elsje                                       | Burny Bos                          | Lawaaipapegaai                                        | Radio           | AVRO   | 1976 |
| Ik praat niet kan                                     | Burny Bos                          | Lawaaipapegaai                                        | Radio           | AVRO   | 1976 |
| Klokkijkles                                           | Burny Bos                          | Lawaaipapegaai                                        | Radio           | AVRO   | 1976 |
| Loeilied                                              | Burny Bos                          | Lawaaipapegaai                                        | Radio           | AVRO   | 1976 |
| Lorre lorre koppiekrauw                               | Burny Bos                          | Lawaaipapegaai                                        | Radio           | AVRO   | 1976 |
| Mijn koffertje                                        | Burny Bos                          | Lawaaipapegaai                                        | Radio           | AVRO   | 1976 |
| Mijn vader rookt pijp                                 | Burny Bos                          | Lawaaipapegaai                                        | Radio           | AVRO   | 1976 |
| Oppasman                                              | Burny Bos                          | Lawaaipapegaai                                        | Radio           | AVRO   | 1976 |
| Overblijven                                           | Burny Bos                          | Lawaaipapegaai                                        | Radio           | AVRO   | 1976 |
| Poezenlied                                            | Burny Bos                          | Lawaaipapegaai                                        | Radio           | AVRO   | 1976 |
| Timmerlied                                            | Burny Bos                          | Lawaaipapegaai                                        | Radio           | AVRO   | 1976 |
| Verhuislied                                           | Burny Bos                          | Lawaaipapegaai                                        | Radio           | AVRO   | 1976 |
| Wat zegt...                                           | Burny Bos                          | Lawaaipapegaai                                        | Radio           | AVRO   | 1976 |
| Wiebeltand                                            | Burny Bos                          | Lawaaipapegaai                                        | Radio           | AVRO   | 1976 |
| Zwemlied                                              | Burny Bos                          | Lawaaipapegaai                                        | Radio           | AVRO   | 1976 |
| Ben je bang?                                          | Inge Jaspers                       | Muzikaal onthaal (Sandra Reemer)                      | Radio           | AVRO   | 1976 |
| Met wie wil ik vrijen?                                | Desiree Meyers                     | Muzikaal onthaal (Sandra Reemer)                      | Radio           | AVRO   | 1976 |
| NCRV-leaders                                          | instrumentaal                      | NCRV-omroep                                           | TV              | NCRV   | 1976 |
| Alle hens aan dek                                     | Nan de Vries                       | Peppi en Kokki                                        | TV              | KRO    | 1976 |
| Een dagje aan het strand                              | Nan de Vries                       | Peppi en Kokki                                        | TV              | KRO    | 1976 |
| Eind goed, al goed                                    | Nan de Vries                       | Peppi en Kokki                                        | TV              | KRO    | 1976 |
| Kommandant Plus                                       | Nan de Vries                       | Peppi en Kokki                                        | TV              | KRO    | 1976 |
| Liedje van de wind                                    | Nan de Vries                       | Peppi en Kokki                                        | TV              | KRO    | 1976 |
| Roeien, roeien                                        | Nan de Vries                       | Peppi en Kokki                                        | TV              | KRO    | 1976 |
| Allemaal in de luchtballon                            | Burny Bos                          | Barbapapa                                             | TV              | VARA   | 1977 |
| Barbabella's liefdesliedje                            | Burny Bos                          | Barbapapa                                             | TV              | VARA   | 1977 |
| Barbabob krullenkop                                   | Burny Bos                          | Barbapapa                                             | TV              | VARA   | 1977 |
| Barbapapapa                                           | Burny Bos                          | Barbapapa                                             | TV              | VARA   | 1977 |
| De kikkeropera                                        | Burny Bos                          | Barbapapa                                             | TV              | VARA   | 1977 |
| Dierendag                                             | Burny Bos                          | Barbapapa                                             | TV              | VARA   | 1977 |
| Droom maar                                            | Burny Bos                          | Barbapapa                                             | TV              | VARA   | 1977 |
| Lange spoken, korte spoken                            | Burny Bos                          | Barbapapa                                             | TV              | VARA   | 1977 |
| Daar vraag je me wat (Tune)                           | instrumentaal                      | Daar vraag je me wat                                  | TV              | KRO    | 1977 |
| Apriljoker                                            | Lo Hartog van Banda                | De Bereboot                                           | TV              | NOS    | 1977 |
| De grote Hoedin                                       | Lo Hartog van Banda                | De Bereboot                                           | TV              | NOS    | 1977 |
| Ga fietsen                                            | Lo Hartog van Banda                | De Bereboot                                           | TV              | NOS    | 1977 |
| Lachsax                                               | instrumentaal                      | De Bereboot                                           | TV              | NOS    | 1977 |
| Leven en laten leven                                  | Lo Hartog van Banda                | De Bereboot                                           | TV              | NOS    | 1977 |
| Lorrelies                                             | Lo Hartog van Banda                | De Bereboot                                           | TV              | NOS    | 1977 |
| Schoonmaaklied                                        | Lo Hartog van Banda                | De Bereboot                                           | TV              | NOS    | 1977 |
| Vlugger, vlugger                                      | Lo Hartog van Banda                | De Bereboot                                           | TV              | NOS    | 1977 |
| Vrolijk Pasen                                         | Lo Hartog van Banda                | De Bereboot                                           | TV              | NOS    | 1977 |
| Welkomstlied                                          | Lo Hartog van Banda                | De Bereboot                                           | TV              | NOS    | 1977 |
| De Kris Pusaka (Tune + diverse thema's)               | instrumentaal                      | De Kris Pusaka                                        | TV              | KRO    | 1977 |
| Joop                                                  | Ivo de Wijs                        | De show van Sonja Barend en Joop den Uyl              | TV              | VARA   | 1977 |
| Bah, wat een dag                                      | Burny Bos                          | Lawaaipapepgaai                                       | Radio           | AVRO   | 1977 |
| Briefliedje                                           | Burny Bos                          | Lawaaipapepgaai                                       | Radio           | AVRO   | 1977 |
| Brrr, wat is het koud                                 | Burny Bos                          | Lawaaipapepgaai                                       | Radio           | AVRO   | 1977 |
| Cadeautje, cadeautje                                  | Burny Bos                          | Lawaaipapepgaai                                       | Radio           | AVRO   | 1977 |
| Dag juf, dag school                                   | Burny Bos                          | Lawaaipapepgaai                                       | Radio           | AVRO   | 1977 |
| Droomfabriek                                          | Burny Bos                          | Lawaaipapepgaai                                       | Radio           | AVRO   | 1977 |
| Dwarrel, dwarrel                                      | Burny Bos                          | Lawaaipapepgaai                                       | Radio           | AVRO   | 1977 |
| Een kar met wielen                                    | Burny Bos                          | Lawaaipapepgaai                                       | Radio           | AVRO   | 1977 |
| Gefeliciflapstaart                                    | Burny Bos                          | Lawaaipapepgaai                                       | Radio           | AVRO   | 1977 |
| Gooi- en schreeuwlied                                 | Burny Bos                          | Lawaaipapepgaai                                       | Radio           | AVRO   | 1977 |
| Hoog is een berg                                      | Burny Bos                          | Lawaaipapepgaai                                       | Radio           | AVRO   | 1977 |
| In je hoofd                                           | Burny Bos                          | Lawaaipapepgaai                                       | Radio           | AVRO   | 1977 |
| Kapper Kees                                           | Burny Bos                          | Lawaaipapepgaai                                       | Radio           | AVRO   | 1977 |
| Liedje over de dood                                   | Burny Bos                          | Lawaaipapepgaai                                       | Radio           | AVRO   | 1977 |
| Liever over de wind                                   | Burny Bos                          | Lawaaipapepgaai                                       | Radio           | AVRO   | 1977 |
| Mijn beest                                            | Burny Bos                          | Lawaaipapepgaai                                       | Radio           | AVRO   | 1977 |
| Mijn kamertje                                         | Burny Bos                          | Lawaaipapepgaai                                       | Radio           | AVRO   | 1977 |
| Rimpeltje Kraaiepoot                                  | Burny Bos                          | Lawaaipapepgaai                                       | Radio           | AVRO   | 1977 |
| Telefoon                                              | Burny Bos                          | Lawaaipapepgaai                                       | Radio           | AVRO   | 1977 |
| Verkleedlied                                          | Burny Bos                          | Lawaaipapepgaai                                       | Radio           | AVRO   | 1977 |
| Wat zou je nemen als je mocht kiezen?                 | Burny Bos                          | Lawaaipapepgaai                                       | Radio           | AVRO   | 1977 |
| Wees even flink                                       | Burny Bos                          | Lawaaipapepgaai                                       | Radio           | AVRO   | 1977 |
| Zand op je boterham                                   | Burny Bos                          | Lawaaipapepgaai                                       | Radio           | AVRO   | 1977 |
| Zuig maar op je duim                                  | Burny Bos                          | Lawaaipapepgaai                                       | Radio           | AVRO   | 1977 |
| Charlotte                                             | Anita Butter                       | Muzikaal onthaal (Edwin Rutten)                       | Radio           | AVRO   | 1977 |
| Ik heb het niet gedaan                                | Emmy Schipper                      | Muzikaal onthaal (Thérèse Steinmetz)                  | Radio           | AVRO   | 1977 |
| Willempie Duys                                        | Anita Castro                       | Muzikaal onthaal (Edwin Rutten)                       | Radio           | AVRO   | 1977 |
| Wat is er nog voor avontuur in het leven?             | Lennaert Nijgh                     | NS-Tienertoer                                         | Reclame         | -      | 1977 |
| Oei, oei, oei                                         | Nan de Vries                       | Peppi en Kokki                                        | TV              | KRO    | 1977 |
| Twee verstekelingen                                   | Nan de Vries                       | Peppi en Kokki                                        | TV              | KRO    | 1977 |
| Ach, ach, ach                                         | Burny Bos                          | Sinterklaas is jarig                                  | TV              | NOS    | 1977 |
| Baklied                                               | Burny Bos                          | Sinterklaas is jarig                                  | TV              | NOS    | 1977 |
| Dichtlied                                             | Burny Bos                          | Sinterklaas is jarig                                  | TV              | NOS    | 1977 |
| Hallo, hallo                                          | Burny Bos                          | Sinterklaas is jarig                                  | TV              | NOS    | 1977 |
| Iek kleine Piet                                       | Burny Bos                          | Sinterklaas is jarig                                  | TV              | NOS    | 1977 |
| Lied van de Opperpiet                                 | Burny Bos                          | Sinterklaas is jarig                                  | TV              | NOS    | 1977 |
| Miklied                                               | Burny Bos                          | Sinterklaas is jarig                                  | TV              | NOS    | 1977 |
| Sinterklaas is jarig                                  | Burny Bos                          | Sinterklaas is jarig                                  | TV              | NOS    | 1977 |
| Wel alle mensen                                       | Burny Bos                          | Sinterklaas is jarig                                  | TV              | NOS    | 1977 |
| Klein                                                 | Michel van der Plas                | Voor haar (Frans Halsema)                             | LP              | -      | 1977 |
| Droomhuis                                             | Lo Hartog van Banda                | De Astronautjes                                       | TV              | AVRO   | 1978 |
| Echoliedje                                            | Lo Hartog van Banda                | De Astronautjes                                       | TV              | AVRO   | 1978 |
| Klokkenlied                                           | Lo Hartog van Banda                | De Astronautjes                                       | TV              | AVRO   | 1978 |
| Kom, ga mee op verre reizen (Tune)                    | Lo Hartog van Banda                | De Astronautjes                                       | TV              | AVRO   | 1978 |
| Laat ons slapen                                       | Lo Hartog van Banda                | De Astronautjes                                       | TV              | AVRO   | 1978 |
| Olie moet er zijn                                     | Lo Hartog van Banda                | De Astronautjes                                       | TV              | AVRO   | 1978 |
| Tingeling de bollen los                               | Lo Hartog van Banda                | De Astronautjes                                       | TV              | AVRO   | 1978 |
| Wij zijn de Astronautjes                              | Lo Hartog van Banda                | De Astronautjes                                       | TV              | AVRO   | 1978 |
| Windwals                                              | Lo Hartog van Banda                | De Astronautjes                                       | TV              | AVRO   | 1978 |
| Als de zee mij roept                                  | Lo Hartog van Banda                | De Bereboot                                           | TV              | AVRO   | 1978 |
| Bloemen...                                            | Lo Hartog van Banda                | De Bereboot                                           | TV              | AVRO   | 1978 |
| De piefjes en de palletjes                            | Lo Hartog van Banda                | De Bereboot                                           | TV              | AVRO   | 1978 |
| Eet je mee? (Zee-recept)                              | Lo Hartog van Banda                | De Bereboot                                           | TV              | AVRO   | 1978 |
| Guus Hap-leglied                                      | Lo Hartog van Banda                | De Bereboot                                           | TV              | AVRO   | 1978 |
| Hé proffie!                                           | Lo Hartog van Banda                | De Bereboot                                           | TV              | AVRO   | 1978 |
| Het zeemanshuis aan de haven                          | Lo Hartog van Banda                | De Bereboot                                           | TV              | AVRO   | 1978 |
| Hier is Jimmy                                         | Lo Hartog van Banda                | De Bereboot                                           | TV              | AVRO   | 1978 |
| Pa zal wel betalen                                    | Lo Hartog van Banda                | De Bereboot                                           | TV              | AVRO   | 1978 |
| Samen naar de Berebios                                | Lo Hartog van Banda                | De Bereboot                                           | TV              | AVRO   | 1978 |
| Tijd is geld                                          | Lo Hartog van Banda                | De Bereboot                                           | TV              | AVRO   | 1978 |
| Vliegende Lollander                                   | Lo Hartog van Banda                | De Bereboot                                           | TV              | AVRO   | 1978 |
| Wie stapt er mee in de Bereboot? (Tune 2)             | Lo Hartog van Banda                | De Bereboot                                           | TV              | AVRO   | 1978 |
| Wij gaan varen                                        | Lo Hartog van Banda                | De Bereboot                                           | TV              | AVRO   | 1978 |
| Zeg eens A                                            | Lo Hartog van Banda                | De Bereboot                                           | TV              | AVRO   | 1978 |
| Zwaai maar met je berepoot                            | Lo Hartog van Banda                | De Bereboot                                           | TV              | AVRO   | 1978 |
| Bekketreklied                                         | Burny Bos                          | De Zandbakshow                                        | Radio           | AVRO   | 1978 |
| Brompijp                                              | Burny Bos                          | De Zandbakshow                                        | Radio           | AVRO   | 1978 |
| De dokter draagt een witte jas                        | Burny Bos                          | De Zandbakshow                                        | Radio           | AVRO   | 1978 |
| Zandbaklied (Tune)                                    | Burny Bos                          | De Zandbakshow                                        | Radio           | AVRO   | 1978 |
| Ziekenhuis                                            | Burny Bos                          | De Zandbakshow                                        | Radio           | AVRO   | 1978 |
| Koning Willem Alexander                               | Jos Brink                          | Ja, we zijn daar gek! (Tekstpierement)                | Theater         | -      | 1978 |
| Agentmevrouw                                          | Burny Bos                          | Lawaaipapegaai                                        | Radio           | AVRO   | 1978 |
| Als een moeder ziek isw                               | Burny Bos                          | Lawaaipapegaai                                        | Radio           | AVRO   | 1978 |
| Bouwlied                                              | Burny Bos                          | Lawaaipapegaai                                        | Radio           | AVRO   | 1978 |
| Dag zandmeneer                                        | Burny Bos                          | Lawaaipapegaai                                        | Radio           | AVRO   | 1978 |
| De baas van het land                                  | Burny Bos                          | Lawaaipapegaai                                        | Radio           | AVRO   | 1978 |
| De dierendokter heeft een snor                        | Burny Bos                          | Lawaaipapegaai                                        | Radio           | AVRO   | 1978 |
| Een bord vol eten                                     | Burny Bos                          | Lawaaipapegaai                                        | Radio           | AVRO   | 1978 |
| Geeuwlied                                             | Burny Bos                          | Lawaaipapegaai                                        | Radio           | AVRO   | 1978 |
| Gevaar                                                | Burny Bos                          | Lawaaipapegaai                                        | Radio           | AVRO   | 1978 |
| Goeiedaglied                                          | Burny Bos                          | Lawaaipapegaai                                        | Radio           | AVRO   | 1978 |
| Hé, hé, van mij zijn er twee!                         | Burny Bos                          | Lawaaipapegaai                                        | Radio           | AVRO   | 1978 |
| Het is zo moeilijk                                    | Burny Bos                          | Lawaaipapegaai                                        | Radio           | AVRO   | 1978 |
| Hier is water, daar is land                           | Burny Bos                          | Lawaaipapegaai                                        | Radio           | AVRO   | 1978 |
| In het warenhuis                                      | Burny Bos                          | Lawaaipapegaai                                        | Radio           | AVRO   | 1978 |
| Joklied                                               | Burny Bos                          | Lawaaipapegaai                                        | Radio           | AVRO   | 1978 |
| Mijn broertje ziet er anders uit                      | Burny Bos                          | Lawaaipapegaai                                        | Radio           | AVRO   | 1978 |
| Mijn fiets                                            | Burny Bos                          | Lawaaipapegaai                                        | Radio           | AVRO   | 1978 |
| Mijn impel stimpel stapelbed                          | Burny Bos                          | Lawaaipapegaai                                        | Radio           | AVRO   | 1978 |
| Opa, vertel eens                                      | Burny Bos                          | Lawaaipapegaai                                        | Radio           | AVRO   | 1978 |
| Prettig                                               | Burny Bos                          | Lawaaipapegaai                                        | Radio           | AVRO   | 1978 |
| Rare dromenlied                                       | Burny Bos                          | Lawaaipapegaai                                        | Radio           | AVRO   | 1978 |
| Regen is goed                                         | Burny Bos                          | Lawaaipapegaai                                        | Radio           | AVRO   | 1978 |
| Vlam in de pan                                        | Burny Bos                          | Lawaaipapegaai                                        | Radio           | AVRO   | 1978 |
| Gewoon een meisje                                     | Jos Brink                          | Leven kun je leren (Jos Brink)                        | LP              | -      | 1978 |
| Sinterklaasje met je zilverwitte baard                | Jaap Molenaar                      | Mikke makke marsepein                                 | TV              | NOS    | 1978 |
| Wij zijn boeven                                       | Jaap Molenaar                      | Mikke makke marsepein                                 | TV              | NOS    | 1978 |
| Sint heeft geen cent                                  | Jaap Molenaar                      | Mikke makke marsepein                                 | TV              | NOS    | 1978 |
| De staf is weg                                        | Jaap Molenaar                      | Mikke makke marsepein                                 | TV              | NOS    | 1978 |
| Nu kan ik alles wensen                                | Jaap Molenaar                      | Mikke makke marsepein                                 | TV              | NOS    | 1978 |
| Dominee Daan                                          | Gerrit den Braber                  | Muzikaal onthaal (Thérèse Steinmetz)                  | Radio           | AVRO   | 1978 |
| Zon, we hebben lang op je gewacht                     | Gerrit den Braber                  | Omdat ik je niet wil vergeten (Thérèse Steinmetz)     | LP              | -      | 1978 |
| Antiek                                                | Nan de Vries                       | Peppi en Kokki                                        | TV              | KRO    | 1978 |
| De gouden haan                                        | Nan de Vries                       | Peppi en Kokki                                        | TV              | KRO    | 1978 |
| Ons autootje                                          | Nan de Vries                       | Peppi en Kokki                                        | TV              | KRO    | 1978 |
| Racen                                                 | Nan de Vries                       | Peppi en Kokki                                        | TV              | KRO    | 1978 |
| Heen-en-weer-ballon                                   | Harrie Geelen                      | Pinkeltje                                             | Film            | -      | 1978 |
| Jeuklied                                              | Harrie Geelen                      | Pinkeltje                                             | Film            | -      | 1978 |
| Logeren bij Meneer Dick Laan                          | Harrie Geelen                      | Pinkeltje                                             | Film            | -      | 1978 |
| Pokkenlied                                            | Harrie Geelen                      | Pinkeltje                                             | Film            | -      | 1978 |
| Thema van Meneer Dick Laan                            | instrumentaal                      | Pinkeltje                                             | Film            | -      | 1978 |
| Ik een bom, jij een bom                               | Burny Bos                          | Studio Lawaaipapegaai                                 | TV              | AVRO   | 1978 |
| Wat een schatjes                                      | Burny Bos                          | Studio Lawaaipapegaai                                 | TV              | AVRO   | 1978 |
| Geef mij maar nasi goreng                             | Wieteke van Dort                   | Weerzien met Indië (Wieteke van Dort)                 | LP              | -      | 1978 |
| Als je niet kan lezen                                 | Mies Bouhuys                       | Broodje Boek                                          | Theater         | -      | 1979 |
| Als ze je zeggen                                      | Mies Bouhuys                       | Broodje Boek                                          | Theater         | -      | 1979 |
| Dit zijn wij                                          | Mies Bouhuys                       | Broodje Boek                                          | Theater         | -      | 1979 |
| Er was eens, er was eens                              | Mies Bouhuys                       | Broodje Boek                                          | Theater         | -      | 1979 |
| Heeft u meneer Martijn zien gaan?                     | Mies Bouhuys                       | Broodje Boek                                          | Theater         | -      | 1979 |
| Hoe maak je een boek?                                 | Mies Bouhuys                       | Broodje Boek                                          | Theater         | -      | 1979 |
| Klein Duimpje                                         | Mies Bouhuys                       | Broodje Boek                                          | Theater         | -      | 1979 |
| Meneer Martijn is weg                                 | instrumentaal                      | Broodje Boek                                          | Theater         | -      | 1979 |
| O Martijn, o Martijn                                  | Mies Bouhuys                       | Broodje Boek                                          | Theater         | -      | 1979 |
| Pas op voor de reuzen met hun hoge hoed               | Mies Bouhuys                       | Broodje Boek                                          | Theater         | -      | 1979 |
| Duel in de diepte (Tunes + diverse thema's)           | instrumentaal                      | Duel in de diepte                                     | TV              | KRO    | 1979 |
| Erik (Tune + diverse thema's)                         | instrumentaal                      | Erik of het klein insectenboek                        | TV              | TROS   | 1979 |
| Boek is zoek                                          | Hans Peters jr.                    | Het boek van Jaap                                     | TV              | NOS    | 1979 |
| Jaap is weer bezig                                    | Hans Peters jr.                    | Het boek van Jaap                                     | TV              | NOS    | 1979 |
| Sinterklaas is hier voor iedereen                     | Hans Peters jr.                    | Het boek van Jaap                                     | TV              | NOS    | 1979 |
| Speurneus                                             | Hans Peters jr.                    | Het boek van Jaap                                     | TV              | NOS    | 1979 |
| Wat een feest, wat een feest!                         | Hans Peters jr.                    | Het boek van Jaap                                     | TV              | NOS    | 1979 |
| We zijn er zeker van                                  | Hans Peters jr.                    | Het boek van Jaap                                     | TV              | NOS    | 1979 |
| Holocaust                                             | Jan Boerstoel                      | Hoe bestaat het?                                      | TV              | VARA   | 1979 |
| Islaam                                                | Jan Boerstoel                      | Hoe bestaat het?                                      | TV              | VARA   | 1979 |
| Stuur ons een kaart                                   | Willem Wilmink                     | Hoe bestaat het?                                      | TV              | VARA   | 1979 |
| Tante Johanna                                         | Jan Boerstoel                      | Hoe bestaat het?                                      | TV              | VARA   | 1979 |
| Klassiek met Caroline (Tune)                          | instrumentaal                      | Klassiek met Caroline (Caroline Kaart)                | Radio           | AVRO   | 1979 |
| Beterschap                                            | Gerrit den Braber                  | Koeken voor de koning                                 | LP              | -      | 1979 |
| Gewone daagse dingen                                  | Gerrit den Braber                  | Koeken voor de koning                                 | LP              | -      | 1979 |
| Kijk op je neus                                       | Gerrit den Braber                  | Koeken voor de koning                                 | LP              | -      | 1979 |
| Koeken voor de koning                                 | Gerrit den Braber                  | Koeken voor de koning                                 | LP              | -      | 1979 |
| Koning Ap, u danst geweldig                           | Gerrit den Braber                  | Koeken voor de koning                                 | LP              | -      | 1979 |
| Lariekoek                                             | Gerrit den Braber                  | Koeken voor de koning                                 | LP              | -      | 1979 |
| O Henri                                               | Gerrit den Braber                  | Koeken voor de koning                                 | LP              | -      | 1979 |
| Welkom aan de koning                                  | Gerrit den Braber                  | Koeken voor de koning                                 | LP              | -      | 1979 |
| Welkomstmuziek                                        | instrumentaal                      | Koeken voor de koning                                 | LP              | -      | 1979 |
| Vriendschap                                           | Tineke Roeffen                     | Opus 1 + 2 (Thérèse Steinmetz)                        | Theater         | -      | 1979 |
| Game over                                             | Lennaert Nijgh                     | Thuis best (Jasperina de Jong)                        | Theater         | -      | 1979 |
| Het bestuur                                           | Ivo de Wijs                        | Thuis best (Jasperina de Jong)                        | Theater         | -      | 1979 |
| Ik en mijn exen                                       | Ivo de Wijs                        | Thuis best (Jasperina de Jong)                        | Theater         | -      | 1979 |
| Kinderen                                              | Ivo de Wijs                        | Thuis best (Jasperina de Jong)                        | Theater         | -      | 1979 |
| Koers                                                 | Ivo de Wijs                        | Thuis best (Jasperina de Jong)                        | Theater         | -      | 1979 |
| Maak es wat af                                        | Kees van Kooten                    | Thuis best (Jasperina de Jong)                        | Theater         | -      | 1979 |
| Thuisland                                             | Ivo de Wijs                        | Thuis best (Jasperina de Jong)                        | Theater         | -      | 1979 |
| Sarah                                                 | Emmy Schipper                      | 1940-1945 in tekst en muziek (o.a. Thérèse Steinmetz) | TV              | AVRO   | 1980 |
| Berenlied                                             | Burny Bos                          | Dag huis, dag tuin, dag opbergschuur                  | TV              | AVRO   | 1980 |
| In ieder huis gebeurt wel wat (Tune)                  | Burny Bos                          | Dag huis, dag tuin, dag opbergschuur                  | TV              | AVRO   | 1980 |
| Kabouterlied                                          | Burny Bos                          | Dag huis, dag tuin, dag opbergschuur                  | TV              | AVRO   | 1980 |
| Slaap maar lekker                                     | Burny Bos                          | Dag huis, dag tuin, dag opbergschuur                  | TV              | AVRO   | 1980 |
| Alleen is maar alleen                                 | Burny Bos                          | De Lawaaipapegaai presenteert...                      | TV              | AVRO   | 1980 |
| De droom wil maar niet komen                          | Burny Bos                          | De Lawaaipapegaai presenteert...                      | TV              | AVRO   | 1980 |
| Op de glijbaan                                        | Burny Bos                          | De Lawaaipapegaai presenteert...                      | TV              | AVRO   | 1980 |
| Papelagaaiwaai (intro)                                | instrumentaal                      | De Lawaaipapegaai presenteert...                      | TV              | AVRO   | 1980 |
| Poppenhuis (Tune)                                     | Burny Bos                          | De Lawaaipapegaai presenteert...                      | TV              | AVRO   | 1980 |
| Slaapkop                                              | Burny Bos                          | De Lawaaipapegaai presenteert...                      | TV              | AVRO   | 1980 |
| Wat een gedoe                                         | Burny Bos                          | De Lawaaipapegaai presenteert...                      | TV              | AVRO   | 1980 |
| Zo alleen                                             | Burny Bos                          | De Lawaaipapegaai presenteert...                      | TV              | AVRO   | 1980 |
| Meisjes van het ballet                                | Henk Spaan                         | Hoe bestaat het?                                      | TV              | VARA   | 1980 |
| Beatrix                                               | Marcel Brijn                       | Kennen en kunnen                                      | TV              | EO     | 1980 |
| Puberteitsballade                                     | Willem Wilmink                     | Kinderen voor kinderen                                | TV              | VARA   | 1980 |
| Bet-Oog                                               | Ivo de Wijs                        | Tussen zomer en winter (Jasperina de Jong)            | Theater         | -      | 1980 |
| De hit                                                | Ivo de Wijs                        | Tussen zomer en winter (Jasperina de Jong)            | Theater         | -      | 1980 |
| Het ego                                               | Ivo de Wijs                        | Tussen zomer en winter (Jasperina de Jong)            | Theater         | -      | 1980 |
| Het item                                              | Ivo de Wijs                        | Tussen zomer en winter (Jasperina de Jong)            | Theater         | -      | 1980 |
| Recordtijd                                            | Ivo de Wijs                        | Tussen zomer en winter (Jasperina de Jong)            | Theater         | -      | 1980 |
| Schiphol                                              | Ivo de Wijs                        | Tussen zomer en winter (Jasperina de Jong)            | Theater         | -      | 1980 |
| Toespraak over de hoofden van Nieuwegein              | Ivo de Wijs                        | Tussen zomer en winter (Jasperina de Jong)            | Theater         | -      | 1980 |
| Tussen zomer en winter                                | Ivo de Wijs                        | Tussen zomer en winter (Jasperina de Jong)            | Theater         | -      | 1980 |
| Amandellied                                           | Burny Bos                          | Zeg 's..... AAAAHH!                                   | LP              | -      | 1980 |
| Bezoek van de neven en nichten                        | Burny Bos                          | Zeg 's..... AAAAHH!                                   | LP              | -      | 1980 |
| De doktoren                                           | Burny Bos                          | Zeg 's..... AAAAHH!                                   | LP              | -      | 1980 |
| Eetlied                                               | Burny Bos                          | Zeg 's..... AAAAHH!                                   | LP              | -      | 1980 |
| IJslied                                               | Burny Bos                          | Zeg 's..... AAAAHH!                                   | LP              | -      | 1980 |
| Soplied                                               | Burny Bos                          | Zeg 's..... AAAAHH!                                   | LP              | -      | 1980 |
| NCRV-leaders                                          | instrumentaal                      | NCRV-omroep                                           | TV              | NCRV   | 1980 |
| Clowns                                                | instrumentaal                      | Clowns (Mini & Maxi)                                  | TV              | KRO    | 1981 |
| Bim bam botervloot                                    | Burny Bos                          | Dag huis, dag tuin, dag opbergschuur                  | TV              | AVRO   | 1981 |
| Dieren op het water                                   | Burny Bos                          | Dag huis, dag tuin, dag opbergschuur                  | TV              | AVRO   | 1981 |
| Een huis                                              | Burny Bos                          | Dag huis, dag tuin, dag opbergschuur                  | TV              | AVRO   | 1981 |
| Het witte en het bruine brood                         | Burny Bos                          | Dag huis, dag tuin, dag opbergschuur                  | TV              | AVRO   | 1981 |
| Kamelenlied                                           | Burny Bos                          | Dag huis, dag tuin, dag opbergschuur                  | TV              | AVRO   | 1981 |
| Koeienlied                                            | Burny Bos                          | Dag huis, dag tuin, dag opbergschuur                  | TV              | AVRO   | 1981 |
| Koelkastlied                                          | Burny Bos                          | Dag huis, dag tuin, dag opbergschuur                  | TV              | AVRO   | 1981 |
| Schommellied                                          | Burny Bos                          | Dag huis, dag tuin, dag opbergschuur                  | TV              | AVRO   | 1981 |
| Slaapliedje voor Nicolovskiani                        | Burny Bos                          | Dag huis, dag tuin, dag opbergschuur                  | TV              | AVRO   | 1981 |
| Spinnewiellied                                        | Burny Bos                          | Dag huis, dag tuin, dag opbergschuur                  | TV              | AVRO   | 1981 |
| Telefoonlied                                          | Burny Bos                          | Dag huis, dag tuin, dag opbergschuur                  | TV              | AVRO   | 1981 |
| Aan tafel                                             | Burny Bos                          | De Lawaaipapegaai presenteert...                      | TV              | AVRO   | 1981 |
| Alles is door God bedacht                             | Burny Bos                          | De Lawaaipapegaai presenteert...                      | TV              | AVRO   | 1981 |
| Dag Joep                                              | Burny Bos                          | De Lawaaipapegaai presenteert...                      | TV              | AVRO   | 1981 |
| De een zegt dit, de ander dat                         | Burny Bos                          | De Lawaaipapegaai presenteert...                      | TV              | AVRO   | 1981 |
| Een huis voor jou                                     | Burny Bos                          | De Lawaaipapegaai presenteert...                      | TV              | AVRO   | 1981 |
| Eerlijk zullen we alles delen                         | Burny Bos                          | De Lawaaipapegaai presenteert...                      | TV              | AVRO   | 1981 |
| Eten en drinken                                       | Burny Bos                          | De Lawaaipapegaai presenteert...                      | TV              | AVRO   | 1981 |
| Huisje bouwen                                         | Burny Bos                          | De Lawaaipapegaai presenteert...                      | TV              | AVRO   | 1981 |
| Ik schrijf een brief                                  | Burny Bos                          | De Lawaaipapegaai presenteert...                      | TV              | AVRO   | 1981 |
| In een restaurant                                     | Burny Bos                          | De Lawaaipapegaai presenteert...                      | TV              | AVRO   | 1981 |
| Kleurenlied                                           | Burny Bos                          | De Lawaaipapegaai presenteert...                      | TV              | AVRO   | 1981 |
| Liedjeslied                                           | Burny Bos                          | De Lawaaipapegaai presenteert...                      | TV              | AVRO   | 1981 |
| Orkestlied                                            | Burny Bos                          | De Lawaaipapegaai presenteert...                      | TV              | AVRO   | 1981 |
| Potten- en pannenlied                                 | Burny Bos                          | De Lawaaipapegaai presenteert...                      | TV              | AVRO   | 1981 |
| Praten met je handen                                  | Burny Bos                          | De Lawaaipapegaai presenteert...                      | TV              | AVRO   | 1981 |
| Taallied                                              | Burny Bos                          | De Lawaaipapegaai presenteert...                      | TV              | AVRO   | 1981 |
| Televisie brengt ons bij elkaar                       | Burny Bos                          | De Lawaaipapegaai presenteert...                      | TV              | AVRO   | 1981 |
| Verf maar met je handje                               | Burny Bos                          | De Lawaaipapegaai presenteert...                      | TV              | AVRO   | 1981 |
| Wat zal het worden?                                   | Burny Bos                          | De Lawaaipapegaai presenteert...                      | TV              | AVRO   | 1981 |
| De Spijker-op-zijn-kop-show (Tune)                    | instrumentaal                      | De Spijker-op-zijn-kop-show                           | TV              | NOT    | 1981 |
| Ballade van een twintigjarig meisje                   | Ischa Meijer                       | En God zag dat het goed was (Jenny Arean)             | Theater         | -      | 1981 |
| God de vader                                          | Ischa Meijer                       | En God zag dat het goed was (Jenny Arean)             | Theater         | -      | 1981 |
| Schelpenhoed en staf                                  | Ischa Meijer                       | En God zag dat het goed was (Jenny Arean)             | Theater         | -      | 1981 |
| Valentijn                                             | Ischa Meijer                       | En God zag dat het goed was (Jenny Arean)             | Theater         | -      | 1981 |
| Ik ben dik (Tune)                                     | Connie Rens                        | Ik ben dik                                            | TV              | NOT    | 1981 |
| Ik, jij, wij                                          | Connie Rens                        | Ik ben dik                                            | TV              | NOT    | 1981 |
| Een tweedehands jas                                   | Ivo de Wijs                        | Kinderen voor kinderen                                | TV              | VARA   | 1981 |
| Zet Karel Prior bovenaan de lijst                     | Gerrit den Braber                  | Kom eens langs in Des Indes                           | Radio           | AVRO   | 1981 |
| Klein liedje voor Brechtje                            | Annet de Rode                      | Liedjes per dozijn (Imca Marina)                      | Radio           | TROS   | 1981 |
| Schaakmat (Tune)                                      | instrumentaal                      | Schaken voor beginners (cursus)                       | TV              | AVRO   | 1981 |
| KRO-leaders                                           | instrumentaal                      | KRO-omroep                                            | TV              | KRO    | 1981 |
| Armoede (Tune + diverse thema's)                      | instrumentaal                      | Armoede                                               | TV              | NCRV   | 1982 |
| Beethovenlied                                         | Burny Bos                          | Dag huis, dag tuin, dag opbergschuur                  | TV              | AVRO   | 1982 |
| Kroketteketet                                         | Burny Bos                          | Dag huis, dag tuin, dag opbergschuur                  | TV              | AVRO   | 1982 |
| Kwaksong                                              | Burny Bos                          | Dag huis, dag tuin, dag opbergschuur                  | TV              | AVRO   | 1982 |
| Stapliedje                                            | Burny Bos                          | Dag huis, dag tuin, dag opbergschuur                  | TV              | AVRO   | 1982 |
| Stoffenlied                                           | Burny Bos                          | Dag huis, dag tuin, dag opbergschuur                  | TV              | AVRO   | 1982 |
| Wat is musical?                                       | Ivo de Wijs                        | Dat is musical! (Jasperina de Jong)                   | TV              | KRO    | 1982 |
| Groeilied                                             | Burny Bos                          | De Lawaaipapegaai presenteert...                      | TV              | AVRO   | 1982 |
| Het is niet wat het lijkt                             | Burny Bos                          | De Lawaaipapegaai presenteert...                      | TV              | AVRO   | 1982 |
| In ons tuintje                                        | Burny Bos                          | De Lawaaipapegaai presenteert...                      | TV              | AVRO   | 1982 |
| Als een tijger in een kooi                            | Ivo de Wijs                        | Fien (met o.a. Jasperina de Jong)                     | Theater         | -      | 1982 |
| De Hollandsche film                                   | Ivo de Wijs                        | Fien (met o.a. Jasperina de Jong)                     | Theater         | -      | 1982 |
| De komedianten                                        | Ivo de Wijs                        | Fien (met o.a. Jasperina de Jong)                     | Theater         | -      | 1982 |
| De pers                                               | Ivo de Wijs                        | Fien (met o.a. Jasperina de Jong)                     | Theater         | -      | 1982 |
| Een engagement                                        | Ivo de Wijs                        | Fien (met o.a. Jasperina de Jong)                     | Theater         | -      | 1982 |
| Een sof                                               | Ivo de Wijs                        | Fien (met o.a. Jasperina de Jong)                     | Theater         | -      | 1982 |
| Fien en Piet gaan trouwen                             | Ivo de Wijs                        | Fien (met o.a. Jasperina de Jong)                     | Theater         | -      | 1982 |
| Geef me je hand                                       | Ivo de Wijs                        | Fien (met o.a. Jasperina de Jong)                     | Theater         | -      | 1982 |
| Hendrik en ik                                         | Ivo de Wijs                        | Fien (met o.a. Jasperina de Jong)                     | Theater         | -      | 1982 |
| Ik ben een bouwer                                     | Ivo de Wijs                        | Fien (met o.a. Jasperina de Jong)                     | Theater         | -      | 1982 |
| Ik kan het nog                                        | Ivo de Wijs                        | Fien (met o.a. Jasperina de Jong)                     | Theater         | -      | 1982 |
| Napoleon en Josephine                                 | Ivo de Wijs                        | Fien (met o.a. Jasperina de Jong)                     | Theater         | -      | 1982 |
| Om alles                                              | Ivo de Wijs                        | Fien (met o.a. Jasperina de Jong)                     | Theater         | -      | 1982 |
| Rustig vannacht                                       | Ivo de Wijs                        | Fien (met o.a. Jasperina de Jong)                     | Theater         | -      | 1982 |
| Waar is Fien?                                         | Ivo de Wijs                        | Fien (met o.a. Jasperina de Jong)                     | Theater         | -      | 1982 |
| Wat is er met die vrouw?                              | Ivo de Wijs                        | Fien (met o.a. Jasperina de Jong)                     | Theater         | -      | 1982 |
| Wat maken ze zich toch allemaal druk                  | Ivo de Wijs                        | Fien (met o.a. Jasperina de Jong)                     | Theater         | -      | 1982 |
| We bouwen een theater                                 | Ivo de Wijs                        | Fien (met o.a. Jasperina de Jong)                     | Theater         | -      | 1982 |
| Ze is Fien                                            | Ivo de Wijs                        | Fien (met o.a. Jasperina de Jong)                     | Theater         | -      | 1982 |
| Bedelaarslied                                         | Karel Eykman                       | Gods gabbers: Franciscus                              | TV              | KRO    | 1982 |
| Vader en zoon                                         | Karel Eykman                       | Gods gabbers: Franciscus                              | TV              | KRO    | 1982 |
| Ik laat je gaan                                       | Karel Eykman                       | Gods gabbers: Franciscus                              | TV              | KRO    | 1982 |
| Innerlijke stem                                       | Karel Eykman                       | Gods gabbers: Franciscus                              | TV              | KRO    | 1982 |
| Open je hart                                          | Karel Eykman                       | Gods gabbers: Franciscus                              | TV              | KRO    | 1982 |
| Twijfelsong                                           | Karel Eykman                       | Gods gabbers: Franciscus                              | TV              | KRO    | 1982 |
| Verkooppraatjes                                       | Karel Eykman                       | Gods gabbers: Franciscus                              | TV              | KRO    | 1982 |
| Vrijheidslied                                         | Karel Eykman                       | Gods gabbers: Franciscus                              | TV              | KRO    | 1982 |
| De koning van de straat                               | Burny Bos                          | Huilen is gezond (Wieteke van Dort)                   | LP              | -      | 1982 |
| Dwaze moeders van het plein                           | Burny Bos                          | Huilen is gezond (Wieteke van Dort)                   | LP              | -      | 1982 |
| Maar wat moet je?                                     | Burny Bos                          | Huilen is gezond (Wieteke van Dort)                   | LP              | -      | 1982 |
| Nooit                                                 | Tineke Roeffen                     | Huilen is gezond (Wieteke van Dort)                   | LP              | -      | 1982 |
| Kijk mij nou                                          | Connie Rens                        | Kijk mij nou                                          | TV              | NOT    | 1982 |
| Ha, ha, je vader                                      | Ivo de Wijs                        | Kinderen voor kinderen                                | TV              | VARA   | 1982 |
| Mijn verjaardag                                       | Elly Rakers                        | Liedjes per dozijn (Bill van Dijk)                    | Radio           | TROS   | 1982 |
| Lekker lezen                                          | Jan Boerstoel                      | Muziek uit studio 1 (Simone Kleinsma)                 | Radio           | VARA   | 1982 |
| Kijk, kijk, wie hebben we daar?                       | ?                                  | Taal voor drie                                        | TV              | NOT    | 1982 |
| Spanning                                              | instrumentaal                      | Taal voor drie                                        | TV              | NOT    | 1982 |
| Oude stijl                                            | instrumentaal                      | Taal voor drie                                        | TV              | NOT    | 1982 |
| Buitenkind                                            | Burny Bos                          | Dag huis, dag tuin, dag opbergschuur                  | TV              | AVRO   | 1983 |
| Het steentjesspoor                                    | Burny Bos                          | Dag huis, dag tuin, dag opbergschuur                  | TV              | AVRO   | 1983 |
| Spullenlied                                           | Burny Bos                          | Dag huis, dag tuin, dag opbergschuur                  | TV              | AVRO   | 1983 |
| Valliedje                                             | Burny Bos                          | Dag huis, dag tuin, dag opbergschuur                  | TV              | AVRO   | 1983 |
| De blaffende hond                                     | Harrie Geelen                      | Gods gabbers: Bonifatius                              | TV              | KRO    | 1983 |
| Ik kan niet hebben, Heer                              | Harrie Geelen                      | Gods gabbers: Bonifatius                              | TV              | KRO    | 1983 |
| Jij roomse zoon                                       | Harrie Geelen                      | Gods gabbers: Bonifatius                              | TV              | KRO    | 1983 |
| Wij gedenken in de metten                             | Harrie Geelen                      | Gods gabbers: Bonifatius                              | TV              | KRO    | 1983 |
| Winfreds droom                                        | Harrie Geelen                      | Gods gabbers: Bonifatius                              | TV              | KRO    | 1983 |
| Zo nodig                                              | Harrie Geelen                      | Gods gabbers: Bonifatius                              | TV              | KRO    | 1983 |
| Aflaten                                               | Nico Hiltrop                       | Gods gabbers: Maarten, de kleine Luther               | TV              | KRO    | 1983 |
| Een vader is onmisbaar                                | Nico Hiltrop                       | Gods gabbers: Maarten, de kleine Luther               | TV              | KRO    | 1983 |
| Gerechtigheid                                         | Nico Hiltrop                       | Gods gabbers: Maarten, de kleine Luther               | TV              | KRO    | 1983 |
| Kleine Maarten                                        | Nico Hiltrop                       | Gods gabbers: Maarten, de kleine Luther               | TV              | KRO    | 1983 |
| Op het klooster                                       | Nico Hiltrop                       | Gods gabbers: Maarten, de kleine Luther               | TV              | KRO    | 1983 |
| Verleiding                                            | Nico Hiltrop                       | Gods gabbers: Maarten, de kleine Luther               | TV              | KRO    | 1983 |
| Wat een heerlijke eeuw                                | Nico Hiltrop                       | Gods gabbers: Maarten, de kleine Luther               | TV              | KRO    | 1983 |
| De dood                                               | Imme Dros                          | Gods gabbers: Maria Magdalena                         | TV              | KRO    | 1983 |
| En de wind was oost                                   | Imme Dros                          | Gods gabbers: Maria Magdalena                         | TV              | KRO    | 1983 |
| Er zullen deze nacht                                  | Imme Dros                          | Gods gabbers: Maria Magdalena                         | TV              | KRO    | 1983 |
| Ik mis hem                                            | Imme Dros                          | Gods gabbers: Maria Magdalena                         | TV              | KRO    | 1983 |
| Vraag het niet aan mij                                | Imme Dros                          | Gods gabbers: Maria Magdalena                         | TV              | KRO    | 1983 |
| Ze zullen horen                                       | Imme Dros                          | Gods gabbers: Maria Magdalena                         | TV              | KRO    | 1983 |
| Iedereen gaat voor zijn beurt                         | Ivo de Wijs                        | Kinderen voor kinderen                                | TV              | VARA   | 1983 |
| Ik ben beroemd                                        | Ivo de Wijs                        | Kinderen voor kinderen                                | TV              | VARA   | 1983 |
| Vroeg of laat                                         | Piet-Jan Meyboom                   | Kinderen voor kinderen                                | TV              | VARA   | 1983 |
| Wat zingen wij?                                       | Gerrit den Braber                  | Kinderen voor kinderen                                | TV              | VARA   | 1983 |
| Kruispunt (Tune)                                      | instrumentaal                      | Kruispunt                                             | TV              | KRO    | 1983 |
| Ineke, oom Guus, Johannes en de hond                  | Gerrit den Braber                  | Portretjes (Micha Marah)                              | LP              | -      | 1983 |
| The secret of the lost Druid (Tune + diverse thema's) | instrumentaal                      | The secret of the lost Druid                          | TV              | NOT    | 1983 |
| Afwaspotpourri                                        | Ivo de Wijs                        | Kinderen voor kinderen                                | TV              | VARA   | 1984 |
| Mama doet de moedermavo                               | Harrie Geelen                      | Kinderen voor kinderen                                | TV              | VARA   | 1984 |
| Oma Fladder (Tune)                                    | Burny Bos                          | Oma Fladder                                           | TV              | AVRO   | 1984 |
| Schoppen troef (Tune + diverse thema's)               | instrumentaal                      | Schoppen troef                                        | TV              | NCRV   | 1984 |
| Kom van dat dak af, Zwarte Piet                       | Hetty Heyting                      | Snotneus Ahoy!                                        | Radio           | AVRO   | 1984 |
| Mijn nieuwe fiets                                     | Hetty Heyting                      | Snotneus Ahoy!                                        | Radio           | AVRO   | 1984 |
| Straks is het au!                                     | Hetty Heyting                      | Snotneus Ahoy!                                        | Radio           | AVRO   | 1984 |
| Tussen kunst en kitsch (Tune)                         | instrumentaal                      | Tussen kunst en kitsch                                | TV              | AVRO   | 1984 |
| De Brekers (Tune)                                     | Ivo de Wijs                        | De Brekers                                            | TV              | AVRO   | 1985 |
| Alweer een vrouw verdwenen                            | Ivo de Wijs                        | De Gekkin van de Gracht                               | Theater         | -      | 1985 |
| Bovenaan de ladder                                    | Ivo de Wijs                        | De Gekkin van de Gracht                               | Theater         | -      | 1985 |
| De gekkin van de gracht                               | Ivo de Wijs                        | De Gekkin van de Gracht                               | Theater         | -      | 1985 |
| Fout                                                  | Ivo de Wijs                        | De Gekkin van de Gracht                               | Theater         | -      | 1985 |
| Geen vlees, geen vis                                  | Jaap Bakker                        | De Gekkin van de Gracht                               | Theater         | -      | 1985 |
| Ik kan tharellen                                      | Ivo de Wijs                        | De Gekkin van de Gracht                               | Theater         | -      | 1985 |
| Ik zal het rijmen                                     | Ivo de Wijs                        | De Gekkin van de Gracht                               | Theater         | -      | 1985 |
| In het najaar                                         | Ivo de Wijs                        | De Gekkin van de Gracht                               | Theater         | -      | 1985 |
| Playboy                                               | Ivo de Wijs                        | De Gekkin van de Gracht                               | Theater         | -      | 1985 |
| Robbie                                                | Ivo de Wijs                        | De Gekkin van de Gracht                               | Theater         | -      | 1985 |
| Slot                                                  | Ivo de Wijs                        | De Gekkin van de Gracht                               | Theater         | -      | 1985 |
| Theater is theater                                    | Robert Long                        | De Gekkin van de Gracht                               | Theater         | -      | 1985 |
| Trappen meiden                                        | Jan-Simon Minkema                  | De Gekkin van de Gracht                               | Theater         | -      | 1985 |
| Trouw                                                 | Ivo de Wijs                        | De Gekkin van de Gracht                               | Theater         | -      | 1985 |
| Walkman                                               | Ivo de Wijs                        | De Gekkin van de Gracht                               | Theater         | -      | 1985 |
| Wonder                                                | Ivo de Wijs                        | De Gekkin van de Gracht                               | Theater         | -      | 1985 |
| Dat was revue                                         | Ivo de Wijs                        | Fien                                                  | TV              | KRO    | 1985 |
| Drie actrices                                         | Ivo de Wijs                        | Fien                                                  | TV              | KRO    | 1985 |
| Onze affaire                                          | Ivo de Wijs                        | Fien                                                  | TV              | KRO    | 1985 |
| Op tournee                                            | Ivo de Wijs                        | Fien                                                  | TV              | KRO    | 1985 |
| Plannen voor het jubileum                             | Ivo de Wijs                        | Fien                                                  | TV              | KRO    | 1985 |
| Vergeten                                              | Ivo de Wijs                        | Fien                                                  | TV              | KRO    | 1985 |
| Hiep hiep hoera                                       | Ivo de Wijs                        | Kinderen voor kinderen                                | TV              | VARA   | 1985 |
| Rik                                                   | Ivo de Wijs                        | Kinderen voor kinderen                                | TV              | VARA   | 1985 |
| NOS-leaders                                           | instrumentaal                      | NOS-omroep                                            | TV              | NOS    | 1985 |
| Schooltelevisie-leaders                               | instrumentaal                      | NOS-omroep                                            | TV              | NOS    | 1985 |
| De grote schoonmaak                                   | Hetty Heyting                      | Snotneus Ahoy!                                        | Radio           | AVRO   | 1985 |
| Ga slapen joh                                         | Hetty Heyting                      | Snotneus Ahoy!                                        | Radio           | AVRO   | 1985 |
| Sprekershoek-leader                                   | instrumentaal                      | Sprekershoek                                          | TV              | NOS    | 1985 |
| KRO-leaders                                           | instrumentaal                      | KRO-omroep                                            | TV              | KRO    | 1985 |
| Postbus 51-leader                                     | instrumentaal                      | Postbus 51                                            | TV              | -      | 1985 |
| AVRO-leaders                                          | instrumentaal                      | AVRO-omroep                                           | TV              | AVRO   | 1986 |
| Het wassende water (Tune + diverse thema's)           | instrumentaal                      | Het wassende water                                    | TV              | NCRV   | 1986 |
| Hallekie dallekie                                     | Ivo de Wijs                        | Kinderen voor kinderen                                | TV              | VARA   | 1986 |
| Kermis                                                | Piet-Jan Meyboom                   | Kinderen voor kinderen                                | TV              | VARA   | 1986 |
| Spinnen                                               | Ivo de Wijs                        | Kinderen voor kinderen                                | TV              | VARA   | 1986 |
| Batavia                                               | Gerrit den Braber                  | Nederland bouwt de Batavia                            | TV              | AVRO   | 1986 |
| Achter op de fiets                                    | Miep Diekmann                      | Wiele wiele stap                                      | TV              | NOT    | 1986 |
| Auto, auto, stop                                      | Miep Diekmann                      | Wiele wiele stap                                      | TV              | NOT    | 1986 |
| De tram                                               | Miep Diekmann                      | Wiele wiele stap                                      | TV              | NOT    | 1986 |
| Een ijsje met een kop erop                            | Miep Diekmann                      | Wiele wiele stap                                      | TV              | NOT    | 1986 |
| Melodie van vriendschap                               | instrumentaal                      | Caroline (Caroline Kaart)                             | TV              | AVRO   | 1987 |
| Klassiek                                              | Ivo de Wijs                        | Kinderen voor kinderen                                | TV              | VARA   | 1987 |
| Verkleden                                             | Ivo de Wijs                        | Kinderen voor kinderen                                | TV              | VARA   | 1987 |
| Spanning in Slagharen (Tune)                          | instrumentaal                      | Spanning in Slagharen                                 | TV              | AVRO   | 1987 |
| Aanvaard uw taak                                      | Ivo de Wijs                        | Victoria (Jasperina de Jong)                          | Theater         | -      | 1987 |
| Celibaat                                              | Ivo de Wijs                        | Victoria (Jasperina de Jong)                          | Theater         | -      | 1987 |
| De dag                                                | Ivo de Wijs                        | Victoria (Jasperina de Jong)                          | Theater         | -      | 1987 |
| De nacht                                              | Ivo de Wijs                        | Victoria (Jasperina de Jong)                          | Theater         | -      | 1987 |
| De Zakenvrouw van het Jaar                            | Ivo de Wijs                        | Victoria (Jasperina de Jong)                          | Theater         | -      | 1987 |
| Dundoek                                               | Jaap Bakker                        | Victoria (Jasperina de Jong)                          | Theater         | -      | 1987 |
| Goedemorgen                                           | Ivo de Wijs                        | Victoria (Jasperina de Jong)                          | Theater         | -      | 1987 |
| Hotemetoten                                           | Ivo de Wijs                        | Victoria (Jasperina de Jong)                          | Theater         | -      | 1987 |
| Ik ga                                                 | Ivo de Wijs                        | Victoria (Jasperina de Jong)                          | Theater         | -      | 1987 |
| Lesje Europa                                          | Ivo de Wijs                        | Victoria (Jasperina de Jong)                          | Theater         | -      | 1987 |
| Liefste vreemde                                       | Ivo de Wijs                        | Victoria (Jasperina de Jong)                          | Theater         | -      | 1987 |
| Mannen                                                | Ivo de Wijs                        | Victoria (Jasperina de Jong)                          | Theater         | -      | 1987 |
| Nederland                                             | Ivo de Wijs                        | Victoria (Jasperina de Jong)                          | Theater         | -      | 1987 |
| Nostradamus                                           | Ivo de Wijs                        | Victoria (Jasperina de Jong)                          | Theater         | -      | 1987 |
| Op Den Hoef                                           | Ivo de Wijs                        | Victoria (Jasperina de Jong)                          | Theater         | -      | 1987 |
| Paperclip                                             | Ivo de Wijs                        | Victoria (Jasperina de Jong)                          | Theater         | -      | 1987 |
| Te laat                                               | Ivo de Wijs                        | Kenmerk (Jasperina de Jong)                           | TV              | IKON   | 1988 |
| Pieter Peen                                           | Ivo de Wijs                        | Kinderen voor kinderen                                | TV              | VARA   | 1988 |
| Een vis hoort in zijn kom                             | Hetty Heyting                      | Leuterkoek en zandgebak                               | Radio           | AVRO   | 1988 |
| Leuterkoek en zandgebak (Tune)                        | Hetty Heyting                      | Leuterkoek en zandgebak                               | Radio           | AVRO   | 1988 |
| Op de bowlingbaan                                     | Hetty Heyting                      | Leuterkoek en zandgebak                               | Radio           | AVRO   | 1988 |
| Sport                                                 | Ivo de Wijs                        | Opening Nederland 3                                   | TV              | NOS    | 1988 |
| Teleac                                                | Ivo de Wijs                        | Opening Nederland 3                                   | TV              | NOS    | 1988 |
| Rust roest (Tune)                                     | Bram van Erkel                     | Rust roest                                            | TV              | NCRV   | 1989 |
| Amsterdam                                             | Ivo de Wijs                        | Tour de Chant II (Jasperina de Jong)                  | Theater         | -      | 1989 |
| De molen                                              | Ivo de Wijs                        | Tour de Chant II (Jasperina de Jong)                  | Theater         | -      | 1989 |
| Déjà vu                                               | Ivo de Wijs                        | Tour de Chant II (Jasperina de Jong)                  | Theater         | -      | 1989 |
| Ik kom eraan, Jacques d'Ancona                        | Ivo de Wijs                        | Tour de Chant II (Jasperina de Jong)                  | Theater         | -      | 1989 |
| Lachend loop ik weg uit mijn leven                    | Ivo de Wijs                        | Tour de Chant II (Jasperina de Jong)                  | Theater         | -      | 1989 |
| Morgen                                                | Ivo de Wijs                        | Tour de Chant II (Jasperina de Jong)                  | Theater         | -      | 1989 |
| Neem me terug                                         | Ivo de Wijs                        | Tour de Chant II (Jasperina de Jong)                  | Theater         | -      | 1989 |
| Repje                                                 | Ivo de Wijs                        | Tour de Chant II (Jasperina de Jong)                  | Theater         | -      | 1989 |
| Restaurant Casanova                                   | Ivo de Wijs                        | Tour de Chant II (Jasperina de Jong)                  | Theater         | -      | 1989 |
| Scrabble                                              | Ivo de Wijs                        | Tour de Chant II (Jasperina de Jong)                  | Theater         | -      | 1989 |
| Veenbrand                                             | Ivo de Wijs                        | Tour de Chant II (Jasperina de Jong)                  | Theater         | -      | 1989 |
| Wereld                                                | Ivo de Wijs                        | Tour de Chant II (Jasperina de Jong)                  | Theater         | -      | 1989 |
| Wie zegt er dat ik lachen moet?                       | Ivo de Wijs                        | Tour de Chant II (Jasperina de Jong)                  | Theater         | -      | 1989 |
| Winter                                                | Ivo de Wijs                        | Tour de Chant II (Jasperina de Jong)                  | Theater         | -      | 1989 |
| AVRO-krimi (begin- en slottune)                       | instrumentaal                      | AVRO-krimi                                            | TV              | AVRO   | 1990 |
| De belofte (openingsmuziek)                           | instrumentaal                      | De belofte                                            | TV              | AVRO   | 1991 |
| De zomer van '45 (Tunes + diverse thema's)            | instrumentaal                      | De zomer van '45                                      | TV              | NCRV   | 1991 |
| Wie zorgt, die leeft                                  | Ivo de Wijs                        | Wie zorgt, die leeft                                  | TV              | AVRO   | 1991 |
| Voor een verloren soldaat (diverse thema's)           | instrumentaal                      | Voor een verloren soldaat                             | TV              | AVRO   | 1992 |
| Cover Story (Tune + diverse thema's)                  | instrumentaal                      | Cover Story                                           | TV              | NCRV   | 1993 |
| Een laatste groet                                     | May Bruins                         | Liedjes van verlangen (Wieteke van Dort)              | CD              | -      | 1993 |
| A la Mozart                                           | Ivo de Wijs                        | Lang leve de opera                                    | Theater         | -      | 1995 |
| A la Rossini                                          | Ivo de Wijs                        | Lang leve de opera                                    | Theater         | -      | 1995 |
| A la Russe                                            | Ivo de Wijs                        | Lang leve de opera                                    | Theater         | -      | 1995 |
| A la Verdi                                            | Ivo de Wijs                        | Lang leve de opera                                    | Theater         | -      | 1995 |
| A la Wagner                                           | Ivo de Wijs                        | Lang leve de opera                                    | Theater         | -      | 1995 |
| Ach, ik wil zingen...                                 | Ivo de Wijs                        | Lang leve de opera                                    | Theater         | -      | 1995 |
| Als je jong bent...                                   | Ivo de Wijs                        | Lang leve de opera                                    | Theater         | -      | 1995 |
| Altijd raar, een lege zaal...                         | Ivo de Wijs                        | Lang leve de opera                                    | Theater         | -      | 1995 |
| Charles Baloni? Alma Stern...                         | Ivo de Wijs                        | Lang leve de opera                                    | Theater         | -      | 1995 |
| De koningin van de nacht...                           | Ivo de Wijs                        | Lang leve de opera                                    | Theater         | -      | 1995 |
| De seizoenen                                          | Ivo de Wijs                        | Lang leve de opera                                    | Theater         | -      | 1995 |
| De wals van weleer                                    | Ivo de Wijs                        | Lang leve de opera                                    | Theater         | -      | 1995 |
| Die Melchizedek...                                    | Ivo de Wijs                        | Lang leve de opera                                    | Theater         | -      | 1995 |
| Door die haat van jou...                              | Ivo de Wijs                        | Lang leve de opera                                    | Theater         | -      | 1995 |
| En nou zal ik jou eens wat zeggen...                  | Ivo de Wijs                        | Lang leve de opera                                    | Theater         | -      | 1995 |
| Goed, ik ben dus Melchizedek...                       | Ivo de Wijs                        | Lang leve de opera                                    | Theater         | -      | 1995 |
| Goed, vanmiddag houden we een repetitie...            | Ivo de Wijs                        | Lang leve de opera                                    | Theater         | -      | 1995 |
| Haat                                                  | Ivo de Wijs                        | Lang leve de opera                                    | Theater         | -      | 1995 |
| Hee, hee, hee...                                      | Ivo de Wijs                        | Lang leve de opera                                    | Theater         | -      | 1995 |
| Het spook niet in de opera                            | Ivo de Wijs                        | Lang leve de opera                                    | Theater         | -      | 1995 |
| Hoe haal je het in je hersens...                      | Ivo de Wijs                        | Lang leve de opera                                    | Theater         | -      | 1995 |
| Ik wil schrijven...                                   | Ivo de Wijs                        | Lang leve de opera                                    | Theater         | -      | 1995 |
| Ik wil werken...                                      | Ivo de Wijs                        | Lang leve de opera                                    | Theater         | -      | 1995 |
| In die Rossini werd de hele tijd gezopen...           | Ivo de Wijs                        | Lang leve de opera                                    | Theater         | -      | 1995 |
| Kunst is schoonheid                                   | Ivo de Wijs                        | Lang leve de opera                                    | Theater         | -      | 1995 |
| Les Somnambules                                       | Ivo de Wijs                        | Lang leve de opera                                    | Theater         | -      | 1995 |
| Let's make an opera                                   | Ivo de Wijs                        | Lang leve de opera                                    | Theater         | -      | 1995 |
| Melchizedek                                           | Ivo de Wijs                        | Lang leve de opera                                    | Theater         | -      | 1995 |
| Niemand thuis                                         | Ivo de Wijs                        | Lang leve de opera                                    | Theater         | -      | 1995 |
| O, nou ben ik tot mijn spijt...                       | Ivo de Wijs                        | Lang leve de opera                                    | Theater         | -      | 1995 |
| Onsterfelijk                                          | Ivo de Wijs                        | Lang leve de opera                                    | Theater         | -      | 1995 |
| Ouder dan jij                                         | Ivo de Wijs                        | Lang leve de opera                                    | Theater         | -      | 1995 |
| Ouverture                                             | Ivo de Wijs                        | Lang leve de opera                                    | Theater         | -      | 1995 |
| Raadsel                                               | Ivo de Wijs                        | Lang leve de opera                                    | Theater         | -      | 1995 |
| Wat doe je nou...                                     | Ivo de Wijs                        | Lang leve de opera                                    | Theater         | -      | 1995 |
| Wien                                                  | Ivo de Wijs                        | Lang leve de opera                                    | Theater         | -      | 1995 |
| Wij horen hier...                                     | Ivo de Wijs                        | Lang leve de opera                                    | Theater         | -      | 1995 |
| Zo, nu de rotzooi aan de kant...                      | Ivo de Wijs                        | Lang leve de opera                                    | Theater         | -      | 1995 |
| Een morgenster                                        | Ivo de Wijs                        | Morgenster                                            | Theater         | -      | 1995 |
| Geluk                                                 | Ivo de Wijs                        | Morgenster                                            | Theater         | -      | 1995 |
| Prinsgemaal                                           | Ivo de Wijs                        | Morgenster                                            | Theater         | -      | 1995 |
| Kleine zussies                                        | Ivo de Wijs                        | Wie heet er nou Bons?                                 | Theater         | -      | 1995 |
| Theater                                               | Ivo de Wijs                        | Wie heet er nou Bons?                                 | Theater         | -      | 1995 |
| Wat is het leuke van een papegaai?                    | Ivo de Wijs                        | Wie heet er nou Bons?                                 | Theater         | -      | 1995 |
| Wie heet er nou Bons?                                 | Ivo de Wijs                        | Wie heet er nou Bons?                                 | Theater         | -      | 1995 |
| Buitengaats                                           | Ivo de Wijs                        | Feest                                                 | Theater         | -      | 1996 |
| Eitje                                                 | Ivo de Wijs                        | Feest                                                 | Theater         | -      | 1996 |
| Feest                                                 | Ivo de Wijs                        | Feest                                                 | Theater         | -      | 1996 |
| Maan                                                  | Ivo de Wijs                        | Feest                                                 | Theater         | -      | 1996 |
| Roof en moord                                         | Ivo de Wijs                        | Feest                                                 | Theater         | -      | 1996 |
| In naam der Koningin (Tune + diverse thema's)         | instrumentaal                      | In naam der Koningin                                  | TV              | NCRV   | 1996 |
| Ballade                                               | Frank van Pamelen                  | Theatercafé                                           | TV              | AVRO   | 1996 |
| Een ridder                                            | Ivo de Wijs                        | Ik wil hier weg                                       | Theater         | -      | 1997 |
| Een zonnige zondag                                    | Ivo de Wijs                        | Ik wil hier weg                                       | Theater         | -      | 1997 |
| Ik wil hier weg                                       | Ivo de Wijs                        | Ik wil hier weg                                       | Theater         | -      | 1997 |
| Spinnewiel                                            | Ivo de Wijs                        | Ik wil hier weg                                       | Theater         | -      | 1997 |
| Waarom is een ouder ouder?                            | Ivo de Wijs                        | Ik wil hier weg                                       | Theater         | -      | 1997 |
| Harde noten (Tune)                                    | instrumentaal                      | Harde noten                                           | TV              | AVRO   | 1998 |
| Adieu, lief postkantoor                               | Ivo de Wijs                        | Spelenderwijs                                         | Theater         | -      | 1998 |
| De ark                                                | Ivo de Wijs                        | Spelenderwijs                                         | Theater         | -      | 1998 |
| Een impresario                                        | Ivo de Wijs                        | Spelenderwijs                                         | Theater         | -      | 1998 |
| Eenzaamheid                                           | Ivo de Wijs                        | Spelenderwijs                                         | Theater         | -      | 1998 |
| I will always come back                               | Ivo de Wijs                        | Spelenderwijs                                         | Theater         | -      | 1998 |
| Spelenderwijs                                         | Ivo de Wijs                        | Spelenderwijs                                         | Theater         | -      | 1998 |
| Ben zo terug (Tune)                                   | instrumentaal                      | Ben zo terug                                          | TV              | VARA   | 1999 |
| Een vreemd huis                                       | Ivo de Wijs                        | Boevenpak                                             | Theater         | -      | 1999 |
| Hollywood                                             | Ivo de Wijs                        | Boevenpak                                             | Theater         | -      | 1999 |
| Kobus Kasper Karel                                    | Ivo de Wijs                        | Boevenpak                                             | Theater         | -      | 1999 |
| Kraken                                                | Ivo de Wijs                        | Boevenpak                                             | Theater         | -      | 1999 |
| Logeren                                               | Ivo de Wijs                        | Boevenpak                                             | Theater         | -      | 1999 |
| Sherlock Holmes                                       | Ivo de Wijs                        | Boevenpak                                             | Theater         | -      | 1999 |
| Vannacht                                              | Ivo de Wijs                        | Boevenpak                                             | Theater         | -      | 1999 |
| De zondag                                             | Ivo de Wijs                        | Stille liedjes (Paul de Leeuw)                        | CD              | -      | 1999 |
| Spoken                                                | Ivo de Wijs                        | Stille liedjes (Paul de Leeuw)                        | CD              | -      | 1999 |
| Wat een tijd                                          | Ivo de Wijs                        | Pruikentijd                                           | Theater         | -      | 2000 |
| Zoals de zee                                          | Koos Meinderts                     | Kinderen voor kinderen                                | TV              | VARA   | 2001 |
| Blijde boodschap                                      | Ivo de Wijs                        | Nijntje, de musical                                   | Theater         | -      | 2001 |
| De beer                                               | Ivo de Wijs                        | Nijntje, de musical                                   | Theater         | -      | 2001 |
| Een boekje                                            | Ivo de Wijs                        | Nijntje, de musical                                   | Theater         | -      | 2001 |
| Een huis                                              | Ivo de Wijs                        | Nijntje, de musical                                   | Theater         | -      | 2001 |
| Een, twee, drie                                       | Ivo de Wijs                        | Nijntje, de musical                                   | Theater         | -      | 2001 |
| Ik heb een vriendin                                   | Ivo de Wijs                        | Nijntje, de musical                                   | Theater         | -      | 2001 |
| Ik teken en teken                                     | Ivo de Wijs                        | Nijntje, de musical                                   | Theater         | -      | 2001 |
| Limonade met een wortel                               | Ivo de Wijs                        | Nijntje, de musical                                   | Theater         | -      | 2001 |
| Nijntje                                               | Ivo de Wijs                        | Nijntje, de musical                                   | Theater         | -      | 2001 |
| Op de fiets                                           | Ivo de Wijs                        | Nijntje, de musical                                   | Theater         | -      | 2001 |
| Op het strand                                         | Ivo de Wijs                        | Nijntje, de musical                                   | Theater         | -      | 2001 |
| Verkleden                                             | Ivo de Wijs                        | Nijntje, de musical                                   | Theater         | -      | 2001 |
| Wat ben ik blij dat ik een step heb                   | Ivo de Wijs                        | Nijntje, de musical                                   | Theater         | -      | 2001 |
| Welterusten, Nijntje                                  | Ivo de Wijs                        | Nijntje, de musical                                   | Theater         | -      | 2001 |
| Breien                                                | Ivo de Wijs                        | Nijntje is er weer                                    | Theater         | -      | 2004 |
| Een broertje of een zusje                             | Ivo de Wijs                        | Nijntje is er weer                                    | Theater         | -      | 2004 |
| Een koetje                                            | Ivo de Wijs                        | Nijntje is er weer                                    | Theater         | -      | 2004 |
| Er is iets aan de hand                                | Ivo de Wijs                        | Nijntje is er weer                                    | Theater         | -      | 2004 |
| Het wordt winter                                      | Ivo de Wijs                        | Nijntje is er weer                                    | Theater         | -      | 2004 |
| Ik ben een spook                                      | Ivo de Wijs                        | Nijntje is er weer                                    | Theater         | -      | 2004 |
| Kerstmis                                              | Ivo de Wijs                        | Nijntje is er weer                                    | Theater         | -      | 2004 |
| Konijnen 3                                            | Ivo de Wijs                        | Nijntje is er weer                                    | Theater         | -      | 2004 |
| Logeren                                               | Ivo de Wijs                        | Nijntje is er weer                                    | Theater         | -      | 2004 |
| Naar school                                           | Ivo de Wijs                        | Nijntje is er weer                                    | Theater         | -      | 2004 |
| Nijntje en de toverfee                                | Ivo de Wijs                        | Nijntje is er weer                                    | Theater         | -      | 2004 |
| Op het ijs                                            | Ivo de Wijs                        | Nijntje is er weer                                    | Theater         | -      | 2004 |
| Waar zou Nijntje toch zitten?                         | Ivo de Wijs                        | Nijntje is er weer                                    | Theater         | -      | 2004 |
| Ben met Kerstmis                                      | Belinda Meuldijk                   | Licht (Rob de Nijs)                                   | CD              | -      | 2005 |
| Aanhoor ons, Heer                                     | John van Boekel                    | Villa Johanna                                         | Theater         | -      | 2006 |
| Die ene flonker                                       | John van Boekel                    | Villa Johanna                                         | Theater         | -      | 2006 |
| Op zijn knie                                          | John van Boekel                    | Villa Johanna                                         | Theater         | -      | 2006 |
| Ballet                                                | Ivo de Wijs                        | Nijntje op vakantie                                   | Theater         | -      | 2007 |
| Dagboek                                               | Ivo de Wijs                        | Nijntje op vakantie                                   | Theater         | -      | 2007 |
| De schildpadrace                                      | Ivo de Wijs                        | Nijntje op vakantie                                   | Theater         | -      | 2007 |
| Een oma heeft een groot hart                          | Ivo de Wijs                        | Nijntje op vakantie                                   | Theater         | -      | 2007 |
| Kapitein Nijntje                                      | Ivo de Wijs                        | Nijntje op vakantie                                   | Theater         | -      | 2007 |
| Leeg en stil                                          | Ivo de Wijs                        | Nijntje op vakantie                                   | Theater         | -      | 2007 |
| Met je tenen en je knieën                             | Ivo de Wijs                        | Nijntje op vakantie                                   | Theater         | -      | 2007 |
| O o olifant                                           | Ivo de Wijs                        | Nijntje op vakantie                                   | Theater         | -      | 2007 |
| Op vakantie                                           | Ivo de Wijs                        | Nijntje op vakantie                                   | Theater         | -      | 2007 |
| Speel een liedje                                      | Ivo de Wijs                        | Nijntje op vakantie                                   | Theater         | -      | 2007 |
| Verre landen                                          | Ivo de Wijs                        | Nijntje op vakantie                                   | Theater         | -      | 2007 |
| Zachtjes                                              | Ivo de Wijs                        | Nijntje op vakantie                                   | Theater         | -      | 2007 |
| Familie Hoem                                          | Nico Nicholls                      | Benny Vreden Kinderproducties                         | Single          | -      | N.B. |
| IJsco, ijsco, ijsco                                   | Gerrit den Braber                  | Benny Vreden Kinderproducties                         | Single          | -      | N.B. |
| 'Altijd weer een gezellig moment...'                  | ?                                  | Douwe Egberts (koffie)                                | Reclame         | -      | N.B. |
| 'Beleef de dag van je leven...'                       | ?                                  | Flevohof (themapark)                                  | Reclame         | -      | N.B. |
| 'Liever Kips-leverworst...'                           | ?                                  | Kips (leverworst)                                     | Reclame         | -      | N.B. |
| 'Poets je tanden sterk...'                            | ?                                  | Prodent (tandpasta)                                   | Reclame         | -      | N.B. |
| Nacht in de kibboets                                  | Gerrit den Braber                  | Zeven liedjes van Lodewijk Post                       | ?               | -      | N.B. |
| Zwart                                                 | Gerrit den Braber                  | Zeven liedjes van Lodewijk Post                       | ?               | -      | N.B. |
| Als een hond                                          | Michel van der Plas                | ?                                                     | ?               | ?      | N.B. |
| De appelboom                                          | Harrie Geelen                      | ?                                                     | ?               | ?      | N.B. |
| De Cypersche kat                                      | Gerrit den Braber                  | ?                                                     | ?               | ?      | N.B. |
| De kerk wordt afgebroken                              | Michel van der Plas                | ?                                                     | ?               | ?      | N.B. |
| De verborgen schat                                    | Michel van der Plas                | ?                                                     | ?               | ?      | N.B. |
| De zee bij San Raphael                                | Gerrit den Braber                  | ?                                                     | ?               | ?      | N.B. |
| Dit is het huis                                       | Michel van der Plas                | ?                                                     | ?               | ?      | N.B. |
| Evangelielied                                         | Michel van der Plas                | ?                                                     | ?               | ?      | N.B. |
| Het doopsel van Christus                              | Michel van der Plas                | ?                                                     | ?               | ?      | N.B. |
| Ik heb een wonder gezien                              | S. van Maasstad                    | ?                                                     | ?               | ?      | N.B. |
| Ik kom met vuur                                       | Michel van der Plas                | ?                                                     | ?               | ?      | N.B. |
| Ik neem de boot                                       | Gerrit den Braber                  | ?                                                     | ?               | ?      | N.B. |
| Kindje                                                | Michel van der Plas                | ?                                                     | ?               | ?      | N.B. |
| Lied van de eeuwige stad                              | Michel van der Plas                | ?                                                     | ?               | ?      | N.B. |
| Lied van de intocht op Palmpasen                      | Michel van der Plas                | ?                                                     | ?               | ?      | N.B. |
| Lied van de verlaten knecht                           | Michel van der Plas                | ?                                                     | ?               | ?      | N.B. |
| Nieuws in de morgen                                   | Harrie Geelen                      | ?                                                     | ?               | ?      | N.B. |
| Om u te eren, Heer                                    | Michel van der Plas                | ?                                                     | ?               | ?      | N.B. |
| Op een goede dag                                      | Michel van der Plas                | ?                                                     | ?               | ?      | N.B. |
| Vele mensen moeten leven                              | Michel van der Plas                | ?                                                     | ?               | ?      | N.B. |
| Wattistattoch?                                        | Harrie Geelen                      | ?                                                     | ?               | -      | N.B. |